# Son Heung-min
Son Heung-min (hangul: 손흥민; hanja: 孫興慜; Chuncheon, 8 de julho de 1992) é um futebolista sul-coreano que atua como ponta-esquerda. É jogador do Los Angeles FC. 
Considerado um dos melhores pontas do mundo e um dos maiores futebolistas asiáticos de todos os tempos, Son é conhecido por sua velocidade, finalização, habilidade com os dois pés e capacidade de conectar o jogo.
Son destacou-se demasiadamente em sua carreira em sua longa passagem pelo Tottenham Hotspur. Na equipe inglesa, o jogador enfrentou uma inicial desconfiança, mas a partir da segunda temporada foi muito útil ao elenco de Londres e por lá fizera uma poderosa dupla de ataque com o ídolo Harry Kane. Juntos, eles tornaram-se a dupla que mais vezes contribuiu diretamente para gols entre si na história da Premier League. Apesar do sucesso individual, a equipe não conseguia títulos coletivos, e Kane deixou a equipe em 2023, cabendo ao coreano assumir o posto de capitão do time.
Em 2025, uma década depois de ter se juntado ao Tottenham, Son quebrou o jejum de 17 anos sem títulos da equipe e levantou o troféu de campeão da Liga Europa da UEFA, derrotando o Manchester United na decisão por 1-0 no estádio do Athletic Club.
No mesmo ano, ele saiu do clube, deixando um grande legado no time inglês.

## Carreira

### Categorias de base

#### Seoul
O jogador teve passagens pelas categorias de base do Seoul, onde ficou pouco tempo antes de ser transferido para o Hamburgo, da Alemanha, com apenas 16 anos de idade, graças a um projeto da Associação de Futebol da Coreia para levar atletas do país para o exterior.
Na equipe alemã, Son jogou pela equipe Sub-17 e Sub-19, mas não conseguiu alcançar títulos no país europeu.

#### Hamburgo II
Son alternou entre jogos com a equipe sub-19 e o Hamburgo II durante toda a temporada. O jogador estreou pela equipe secundária no dia 24 de março de 2010, mas não fez gols ou assistências no empate do time por 1-1. Seu único gol ocorreu no dia 25 de abril, quando fez o único gol do Hamburgo na derrota do clube contra o Hertha Berlim II por 2-1.[carece de fontes?]
O clube ficou apenas em 5ª colocado na Fußball-Regionalliga Nord e não garantiu o acesso. Son fez 6 partidas e 1 gol durante aquela temporada com o clube.[carece de fontes?]

### Hamburgo

#### 2010–11
Após passar por uma boa pré-temporada com o clube alemão, o jogador assinou um contrato com a equipe profissional no dia 8 de julho de 2010, no mesmo dia em que fizera 18 anos. Durante a pré-temporada, o sul-coreano lesionou seu pé em partida contra o Chelsea, e teve de ficar se recuperando durante 2 meses.
A estreia do jovem ocorreu no dia 27 de outubro de 2010, em partida válida pela Copa da Alemanha de 2010-11. O clube foi derrotado pelo Eintracht Frankfurt por 5-2. A partida também foi marcada pelos 3 gols de Mladen Petrić, sendo 2 a favor do Hamburgo e 1 contra. Com a derrota, o clube de Son foi eliminado da competição.
O sul-coreano estreou na Bundesliga de 2010–11 no dia 30 de outubro de 2010 contra o 1. FC Köln, de Lukas Podolski, e já começou a partida marcando um gol aos 24 minutos. O gol de Son fez dele o mais jovem jogador do Hamburgo a ter marcado um gol na Bundesliga, quebrando assim o recorde anterior, que já durava 39 anos, marca que era de Manfred Kaltz. A assistência veio de Gojko Kačar. Apesar disso, o clube de Sonny foi vencido por 3-2. No dia 20 de novembro, o jogador voltaria a marcar pelo clube, dessa vez, faria seu primeiro doblete pelo profissional. A partida foi contra o Hannover 96, mas seu time perdeu a partida por 3-2.
Apesar do começo positivo e das comparações com Cha Bum-kun, o coreano não marcou mais gols pelo clube principal, ainda que entrasse com frequência nas partidas. Ao fim da temporada, o Hamburgo ficou apenas em 8º colocado e não conseguiu vaga para competições europeias na temporada seguinte.[carece de fontes?]

#### 2011–12

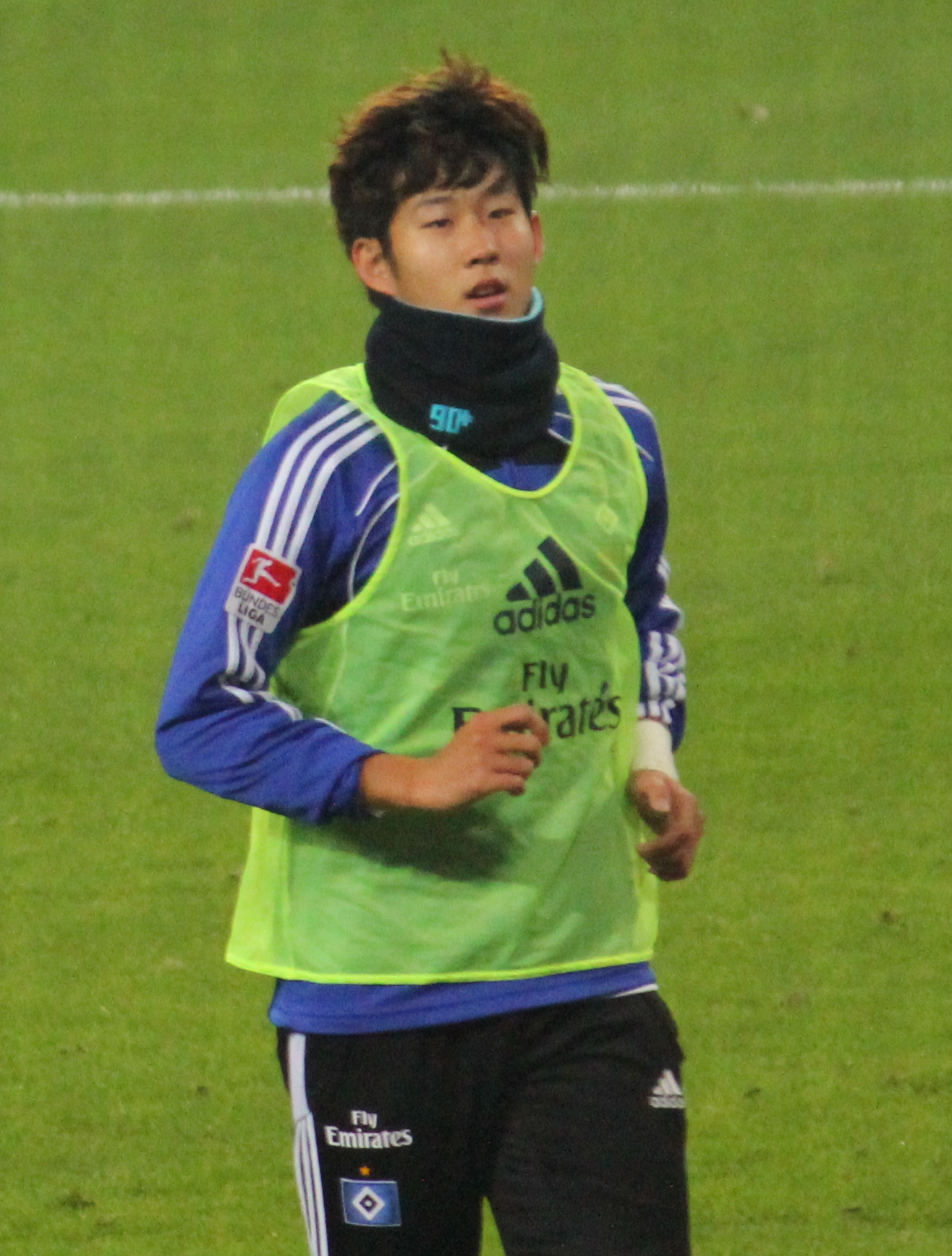
Son pelo Hamburgo em 2011

Ao fim da pré-temporada com o elenco alemão, Son não conseguiu estrear com o clube pela Bundesliga de 2011–12 por conta de uma febre. Ele só fez sua primeira partida na 2ª rodada, onde conseguiu estufar a rede do Hertha Berlin aos 61 minutos de jogo. A partida terminou empatada em 2-2. Na 4ª rodada, enfrentando o Köln, do capitão Pedro Geromel, o jogador fizera um gol e uma assistência na derrota de seu clube por 4-3. Nessa mesma rodada o coreano lesionou-se no tornozelo, mas conseguiu voltar antes do tempo estipulado, perdendo apenas uma partida na Liga.
A temporada irregular do elenco fez com que eles ficassem apenas na 15ª colocação, uma posição acima dos play-offs de rebaixamento.
Pela Copa da Alemanha, o time foi eliminado pelo Stuttgart de Shinji Okazaki e Cacau por 2–1.
Son teve a oportunidade de jogar as Olimpíadas de 2012, mas preferiu continuar focando sua carreira no Hamburgo. Em entrevista, o jogador declarou:
| “ | Na Coreia, uma aparição olímpica tem um significado especial, mas eu quero acelerar no Hamburgo. Que importa é a dedicar todo o meu tempo no treinamento da equipe. | ” |

#### 2012–13

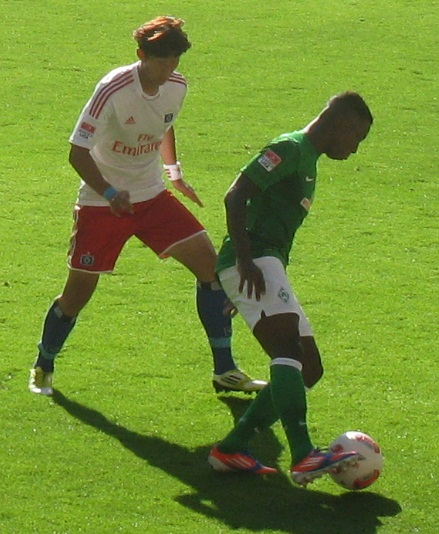
Son disputando bola com Eljero Elia

Son começou irregular como o time de Hamburgo durante o começo da Bundesliga de 2012–13. Apesar de ter marcado no jogo contra o Frankfurt na 3ª rodada, o coreano só conseguiu ver o time vencer na 4ª partida, onde ele fez um doblete no atual campeão da época, o Borussia Dortmund. O Hamburgo derrotou o clube comandado por Jürgen Klopp por 3-2.
Coincidentemente, seu segundo doblete da temporada ocorreu justamente contra o time de Dortmund. A partida em questão foi pela 21ª rodada de Bundesliga. Na ocasião, o Hamburgo goleou o time amarelo por 4-1 de virada. Robert Lewandowski, que fez o único gol do Borussia, foi expulso nessa partida ainda no primeiro tempo. Aos 59 minutos, Jeffrey Bruma também desfalcou o elenco do clube de Sonny com o mesmo cartão. No dia 13 de abril, Son marcou seu último doblete contra o Mainz 05. A partida terminou 2-1 para o time comandado por Thorsten Fink.
Seu último gol da temporada, no entanto, aconteceu em meio a goleada do Hamburgo contra o Hoffenheim de Roberto Firmino e Kevin Volland. Son abriu o placar aos 18 minutos e viu os seus parceiros de time contribuírem para um placar mais elástico no decorrer a partida.
Ao final da temporada, o jogador marcou 12 vezes em 33 partidas. Seus números contribuíram para que o Hamburgo garantisse a singela 7ª posição no campeonato alemão daquela temporada.[carece de fontes?]
No dia 8 de dezembro de 2012, o Hamburgo foi convidado pelo Grêmio para um amistoso de inauguração da Arena do Grêmio, já que o time alemão enfrentou o brasileiro na final da Copa Europeia/Sul-Americana de 1983. No jogo, o time do Rio Grande do Sul repetiu o placar da final, vencendo a partida por 2-1. Son entrou no decorrer da partida, mas não pôde contribuir com gols ou assistências. Como foi uma partida amistosa, os números do sul-coreano não contam como partida oficial.
No total pelo clube de Hamburgo, o jogador realizou 78 jogos, marcou 20 gols. Agora, ele arrumaria suas malas para jogar em outra cidade da Alemanha.

### Bayer Leverkusen

#### 2013–14

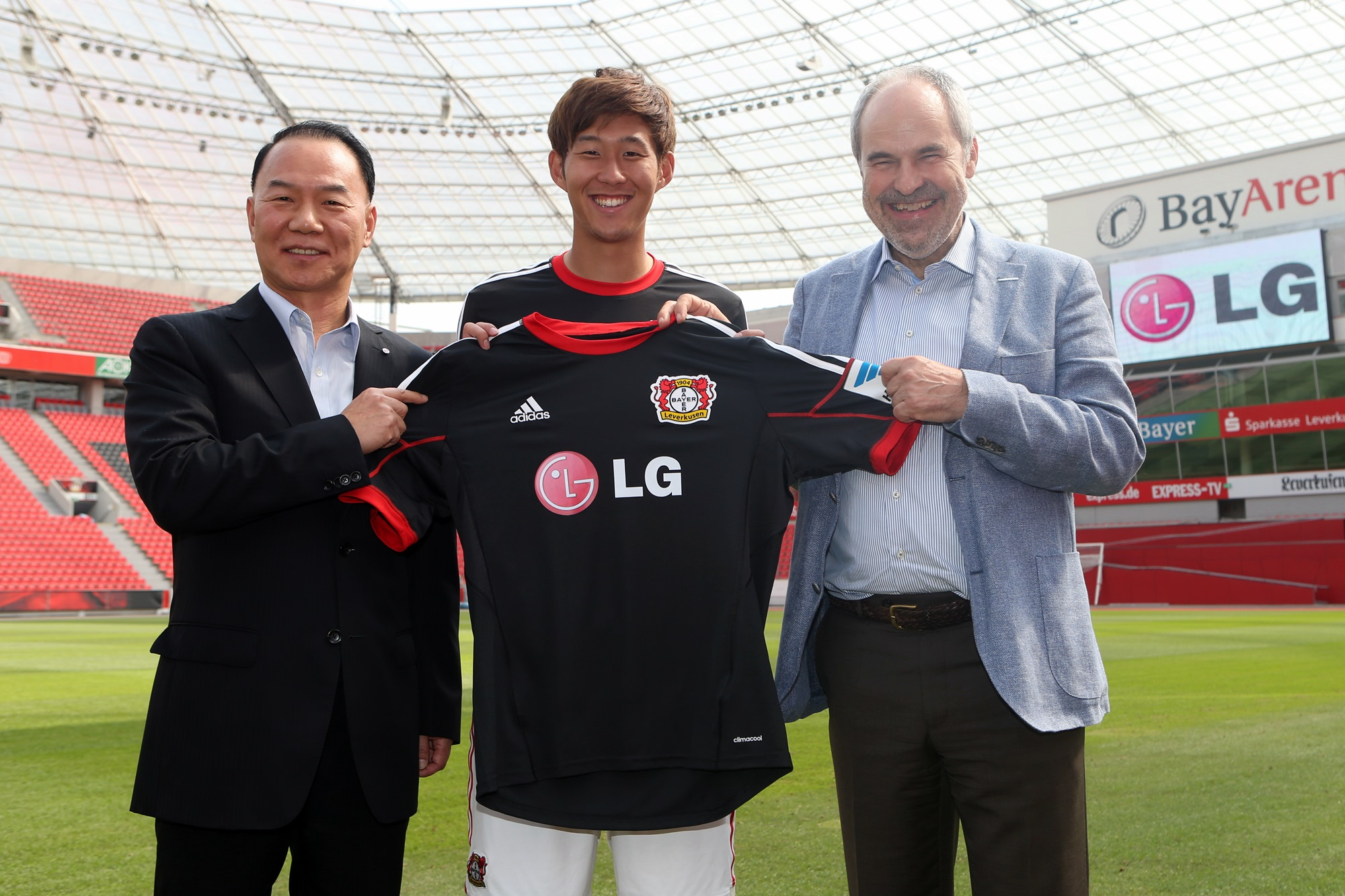
Son em sua apresentação pelo Bayer Leverkusen.

Em 13 de junho de 2013, o Bayer Leverkusen assinou com o asiático pelo valor de 10 milhões de euros, a contratação mais cara da história do time. O jogador se adaptou na pré-temporada e estreou pelo clube de Leverkusen no dia 10 de agosto de 2013. Na ocasião, o jogador fizera 1 gol contra o Freiburg pela 1ª rodada da Bundesliga.
No no dia no dia 9 de novembro, o sul-coreano faria não só a sua primeira lei do ex, mas também o seu primeiro hat-trick na carreira. Contra o Hamburgo, Son marcou três gols na goleada do Bayer por 5–3.
Seguindo a boa fase do clube patrocinado pela LG Corporation, o Leverkusen encerrou sua participação na Liga Alemã no dia 10 de maio. Na partida, Son fizera o gol da virada na vitória do time dele contra o Werder Bremen na BayArena por 2-1.[carece de fontes?]

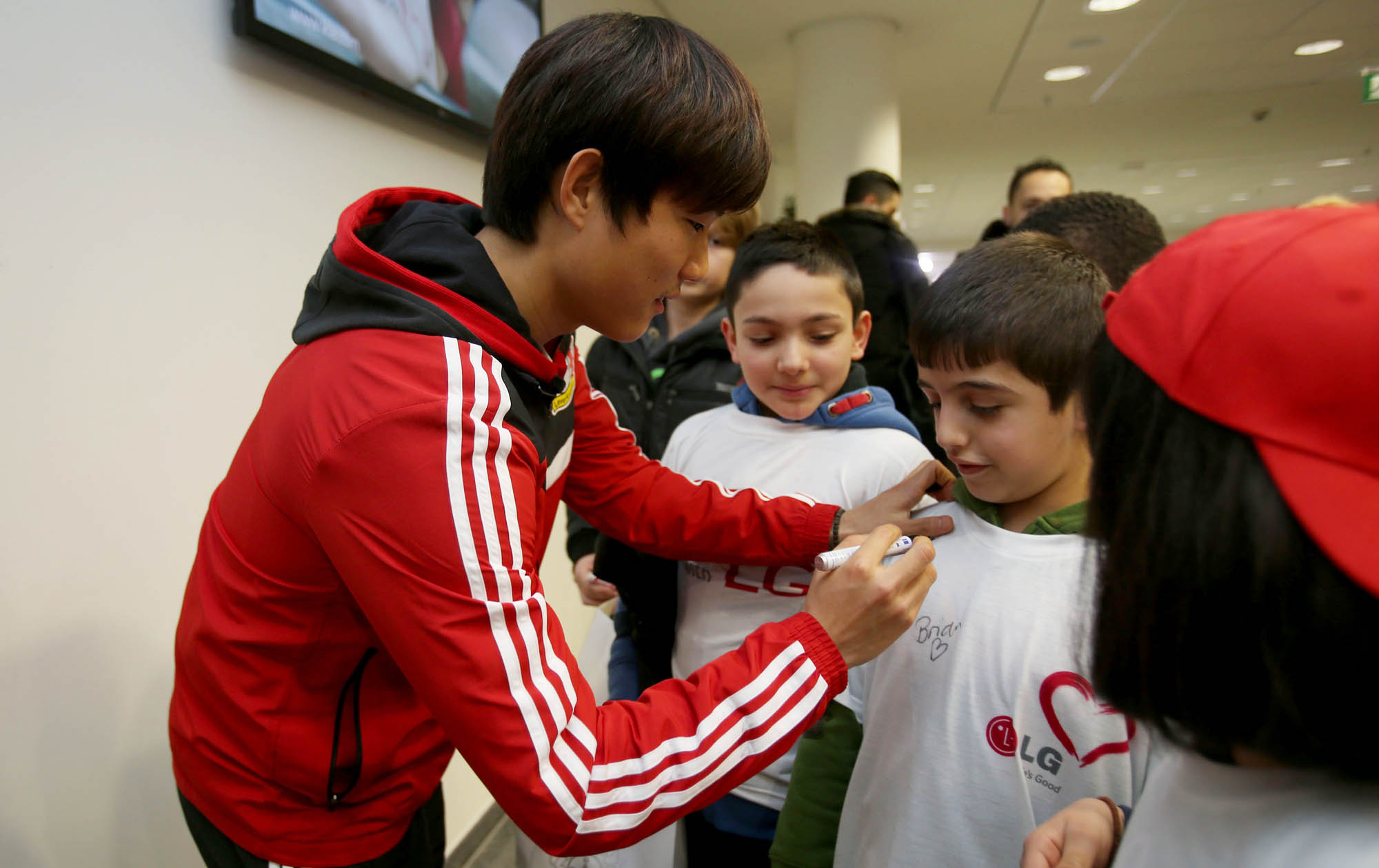
Son já conseguiu destaque dentro do clube alemão ainda na primeira temporada

A campanha positiva do clube alemão fez com que eles ficassem em 4º colocado na Bundesliga. Com isso, o clube de Leverkusen ganhou vaga nos play-offs da Liga dos Campeões da UEFA da temporada seguinte.[carece de fontes?]
Durante aquela temporada de Bundesliga, o coreano marcou 11 gols em 30 jogos.
Jogando pela primeira vez a Liga dos Campeões, Son estreou contra o Manchester United no dia 17 de setembro de 2013. Ele deu uma assistência para Simon Rolfes empatar a partida em 1-1, mas o resultado final não foi positivo aos alemães. Em pleno Old Trafford, o time Inglês derrotou o Bayer por 4-2.
Pelo mata-mata, o time alemão enfrentou o PSG, mas perdeu ambos os jogos e foi eliminado da competição. Ao final daquela temporada, Son fez 43 jogos e 12 gols.

#### 2014–15

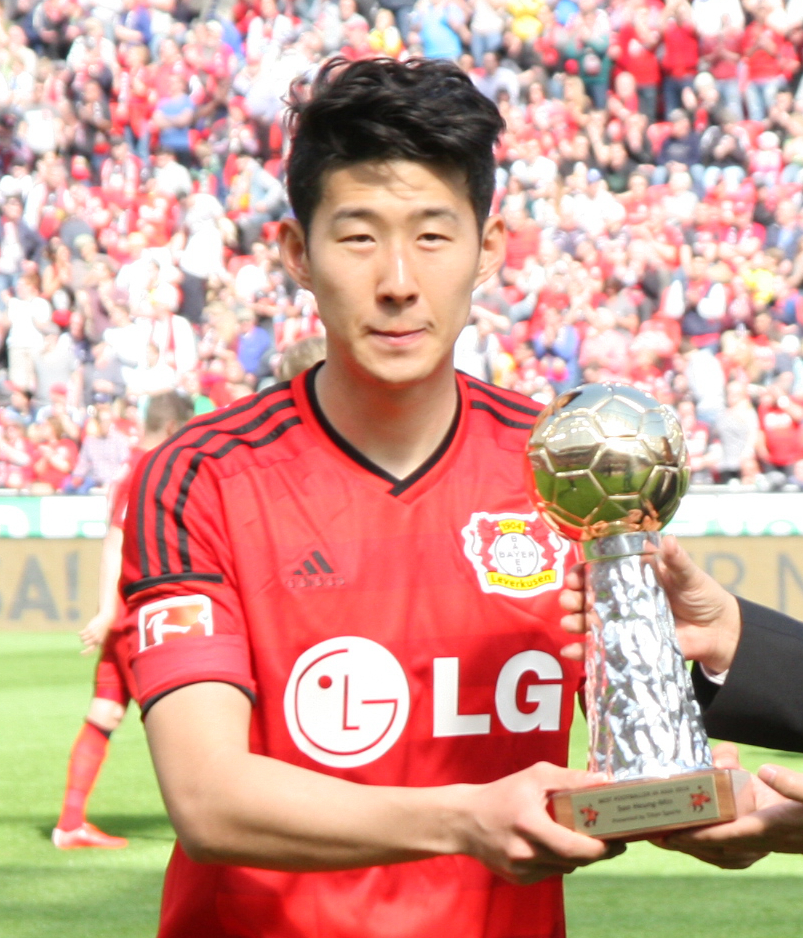
Son com o troféu de melhor jogador asiático da temporada passada

Son fez seu primeiro gol com o clube na 3ª rodada da Bundesliga de 2014–15 contra o Werder Bremen em um empate por 3-3. Na 8ª rodada, Son se destacaria novamente, com um doblete, no empate em 3-3 contra o Stuttgart de Timo Werner.
Na sequência da temporada, contra o Wolfsburg, apesar da grande atuação individual do atacante, Sonny não conseguiu superar os 4 gols de Bas Dost, e viu seu time ser derrotado por 5-4. O zagueiro Naldo também contribuiu balançando as redes nessa rodada.
Após a temporada regular, o Bayer 04 garantiu a 4ª colocação, tendo vaga aos play-offs da Champions League na temporada seguinte.[carece de fontes?] Son concluiu sua passagem pela Bundesliga com 30 jogos e 11 gols.
Pela Copa da Alemanha de Futebol de 2014–15, o jogador estreou fazendo um gol contra o modesto Waldalgesheim na goleada do Bayer por 6-0. Na partida seguinte, contra o 1. FC Magdeburg, Son foi expulso aos 78 minutos e não contribuiu nas penalidades da partida que terminou empata em 2-2.

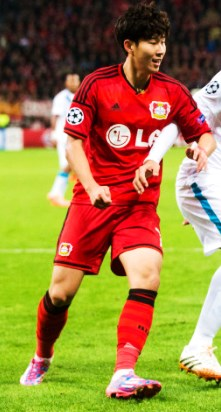
Son em partida da Champions League contra o Zenit.

Após vencerem nos pênaltis, Son não pôde jogar pelos próximos 2 jogos de Copa. Ele viu seu time derrotar o Kaiserslautern na prorrogação por 2-0, e vislumbrou a eliminação do time, nas cobranças de pênaltis, diante o Bayern de Munique.
Durante a Liga dos Campeões da UEFA de 2014–15, Son estreou em partida válida contra o AS Monaco, mas passou em branco na derrota do time por 1-0. No jogo seguinte, enfrentando o Benfica, o coreano marcou seu primeiro gol na competição. Os alemães venceram os portugueses por 3-1 com direito a falha do goleiro Júlio César no primeiro gol do jogo, marcado pelo artilheiro Stefan Kießling. Após essa partida, o Bayer jogou contra o Zenit e o venceu por 2-0 sem participação de Son nos gols.
No returno, Son enfrentou novamente o clube de São Petersburgo. Na partida, o sul-coreano fez seu primeiro doblete em jogos de Liga dos Campeões na vitória do time alemão por 2-1. Heung-min não fizera mais gols, contudo viu seu time se classificar ao fim da Fase de Grupos em 2º lugar no grupo.[carece de fontes?]
Pelas oitavas de final, o clube alemão enfrentou o Atlético de Madrid e conseguiu derrotar os espanhóis por 1-0 no jogo de ida. No entanto, após vitória do Atlético por 1-0 em tempo normal, o clube de Sonny foi derrotado por 4-2 nas penalidades no jogo de volta, e consequentemente foi eliminado da competição europeia. Son não chegou a bater na disputa por pênaltis.
Ao fim da temporada, o sul-coreano fez 47 jogos e 17 gols. Essa foi sua última temporada em solo alemão. O jogador deixou o Bayer 04 após 87 jogos e 29 gols.

### Tottenham

#### 2015–16

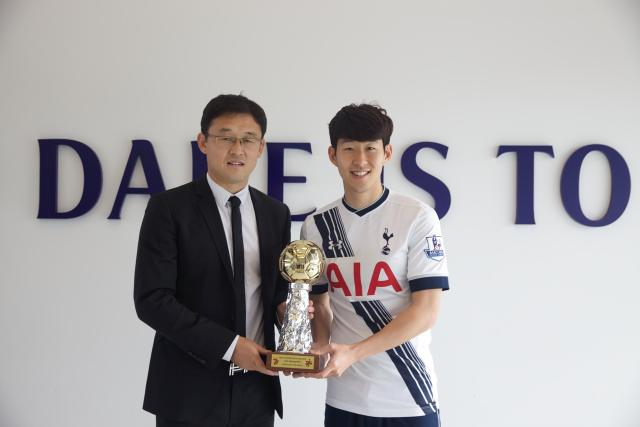
Son com o prêmio de melhor jogador asiático da última temporada

Son foi contratado pelo Tottenham no dia 28 de agosto de 2015, por 18 milhões de libras esterlina. Com isso, superou a marca do futebolista japonês Hidetoshi Nakata de jogador asiático mais caro do futebol e do Tottenham.
A adaptação do coreano no futebol inglês foi demorada. O jogador estreou só na 2ª rodada da Premier League de 2015–16 contra o Sunderland. Ele teve uma "atuação discreta" e foi substituído aos 17 minutos do segundo tempo pelo técnico Mauricio Pochettino. Na partida seguinte, no entanto, o sul-coreano deu seu cartão de visitas ao marcar o único gol do jogo na vitória do time de branco contra o Crystal Palace.
Na sequência da temporada, o jogador coreano lesionou-se no pé e ficou de fora de 6 partidas, sendo 4 pela Premier League e 2 pela Liga Europa. Ele voltou na partida contra o Arsenal no North London Derby que terminou em 1-1. Ainda em derbys londrinos, Son esteve em campo contra o West Ham United e fez sua primeira assistência com a camisa do Spurs. O gol foi marcado por Kyle Walker e os lilywhites ganharam por 4-1.[carece de fontes?]
Na reta final da competição, Sonny emplacou dois jogos seguidos balançando as redes adversárias. Na 36ª rodada, o coreano fez o segundo gol do Tottenham no clássico contra o Chelsea, mas viu o time azul de Londres empatar a partida no segundo tempo. Na rodada seguinte, o ponta-esquerda abriu o placar contra o Southampton, mas vislumbrou a virada do clube vermelho. Os dois gols da partida foram marcados por Steven Davis, e as duas assistências vieram de Dušan Tadić.[carece de fontes?]

A temporada para o clube londrino foi regular. O clube garantiu a 4ª colocação na Liga e classificou-se à Fase de Grupos da Champions League da temporada seguinte.Pela mesma competição, Sonny fizera 28 jogos, 4 gols e 1 assistência.[carece de fontes?] Ele foi muito questionado em sua temporada inicial e quase foi vendido na temporada seguinte, mas ele permaneceu no clube por mais algumas temporadas. O jogador comentou sobre sua adaptação no futebol estrangeiro com a Sky Sports em uma oportunidade:
| “ | Aos 16, foi muito difícil (a mudança à Alemanha). Quando vim para a Europa, não conhecia nenhum amigo. Ninguém veio a mim. Algumas vezes senti saudades da Coreia, mas eu queria jogar futebol profissional na Europa. Essa era minha meta e eu vim para alcançar meu objetivo (...) Após as Olímpiadas (Rio 2016), fiquei muito triste (...) mas pensei ‘agora tenho que focar na temporada'. | ” |

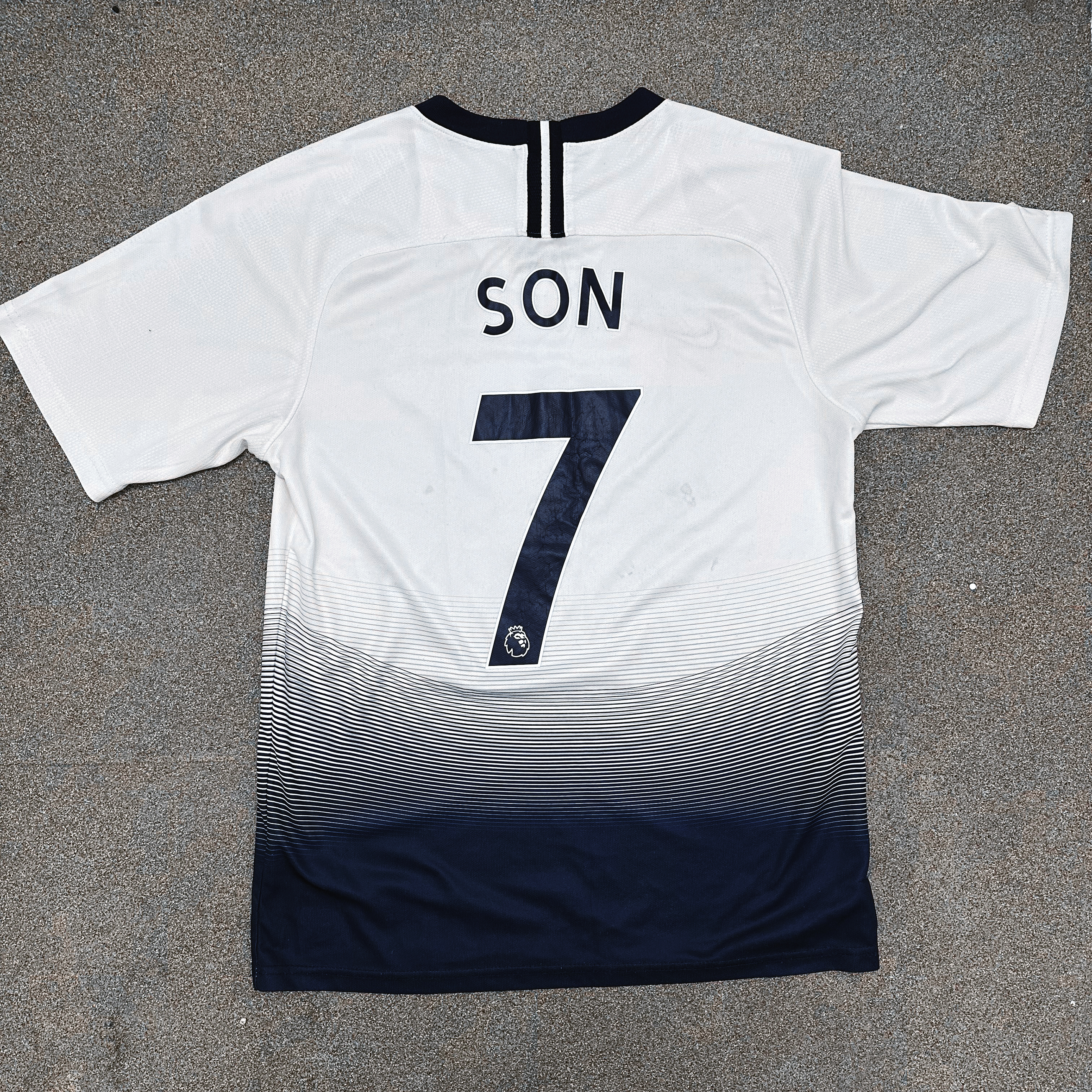
Son recebeu a camisa 7 no Tottenham.

Pela Copa da Inglaterra de 2015-16, o coreano atuou por 4 jogos. Após o empate contra o Leicester City, o time teve de jogar um roleplay para definir quem avançaria de fase. Jogando no King Power Stadium, o clube de Son fizera dois gols, e ambos tiveram participação direta do coreano. Ele abriu o placar, e depois deu uma assistência para Nacer Chadli fechar o placar e classificar o time. No jogo seguinte, Sonny viu o time golear o Colchester United por 4-1 e passar de fase. A infelicidade para o jogador veio na partida seguinte, quando o clube foi eliminado diante o Crystal Palace por 1-0.[carece de fontes?]
Pela Copa da Liga Inglesa, o jogador fizera apenas um jogo. E lá, viu o seu clube ser eliminado diante o Arsenal por 2-1.[carece de fontes?]
Jogando a Liga Europa da UEFA de 2015–16, o jogador estreou bem ao ajudar com um doblete na partida inicial contra o Qarabağ que terminou 3-1. Apesar de ter ficado dois jogos fora, Sonny retornou contra o RSC Anderlecht e deu uma assistência para Mousa Dembélé fechar o placar na vitória dos ingleses por 2-1.[carece de fontes?]
No jogo seguinte, novamente contra o Qarabağ, Son deu uma assistência para Kane fazer o único gol do jogo. Na outra partida, contra o AS Monaco, o coreano serviu Erik Lamela para fazer um dos 4 gols dos ingleses contra o time de Stephan El Shaarawy, Jérémy Toulalan e Kylian Mbappé.[carece de fontes?]
A campanha regular dos ingleses fez com que eles ganhassem a primeira colocação no grupo e estivessem classificados aos 16 avos de final. Lá, Son não fez gols, mas viu o seu time superar a Fiorentina após empatar a primeira partida em 1-1 e ganhar a segunda por 3-0. Voltando ao solo alemão após meia temporada, Sonny enfrentou o Borussia Dortmund nas oitavas de final, mas viu o clube de Marco Reus, Pierre-Emerick Aubameyang e Mats Hummels vencer a primeira partida por 3-0. O coreano ainda fez um gol no jogo de volta, mas o clube comandado por Thomas Tuchel não vacilou e venceu a partida por 2-1 e eliminou o clube da Inglaterra.[carece de fontes?]
Ao final da temporada, o jogador realizou 40 jogos, marcou oito gols e distribuiu assistências.[carece de fontes?] O atacante esteve em campo em apenas 2 001 minutos, tendo uma média de apenas 47 minutos disputados a cada partida. Para um investimento de 30 milhões de euros, tal marca se revelou extremamente inconsistente. Em um universo em que pouquíssimos jogadores asiáticos obtêm sucesso, a Premier League, rapidamente cresceu a dúvida sobre a capacidade de Son de se adaptar ao futebol britânico e acerca da validade daquele dispendioso negócio.

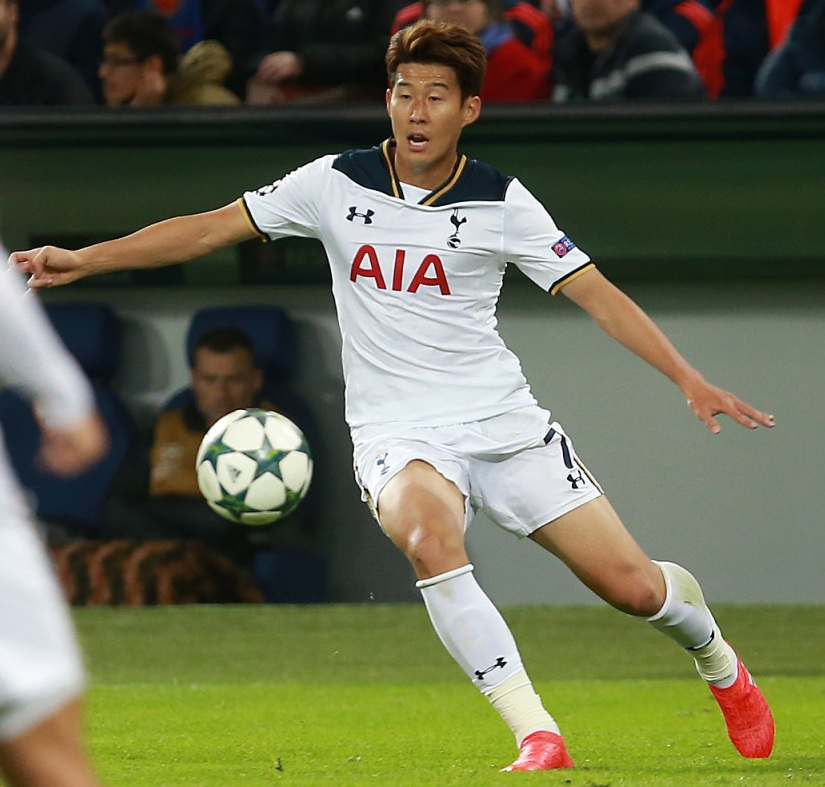
Son pelo Tottenham em 2016

#### 2016–17
Começando a Premier League de 2016–17, o coreano demorou a estrear. Principalmente porque nos dois primeiros jogos ele ainda estava com a Seleção Sul-Coreana na disputa das Olimpíadas de 2016. Sua estreia ocorreu na 4ª rodada, e o jogador mostrou todo seu serviço fazendo um doblete contra o Stoke City, além de dar uma assistência para o artilheiro Harry Kane fazer seu primeiro gol na temporada.[carece de fontes?]
Ainda que tivesse passado em branco no jogo seguinte contra o Sunderland, o coreano fizera mais um doblete. Dessa vez, o time que sofreu os gols foi o Middlesbrough. Os londrinos venceram a partida por 2-1. Sonny voltaria a contribuir com uma assistência na vitória do seu clube contra o Manchester City na 7ª rodada, e contra o West Ham na 12ª. Nesse jogo, a assistência foi nos acréscimos e seu time pôde comemorar a vitória por 3-2 com gol de Harry Kane. Na 14ª rodada, Son voltou a balançar as redes e dar assistências. No jogo que terminou 5-0 contra o Swansea, o coreano fez o segundo gol da partida, além de servir o atacante Kane novamente.[carece de fontes?]

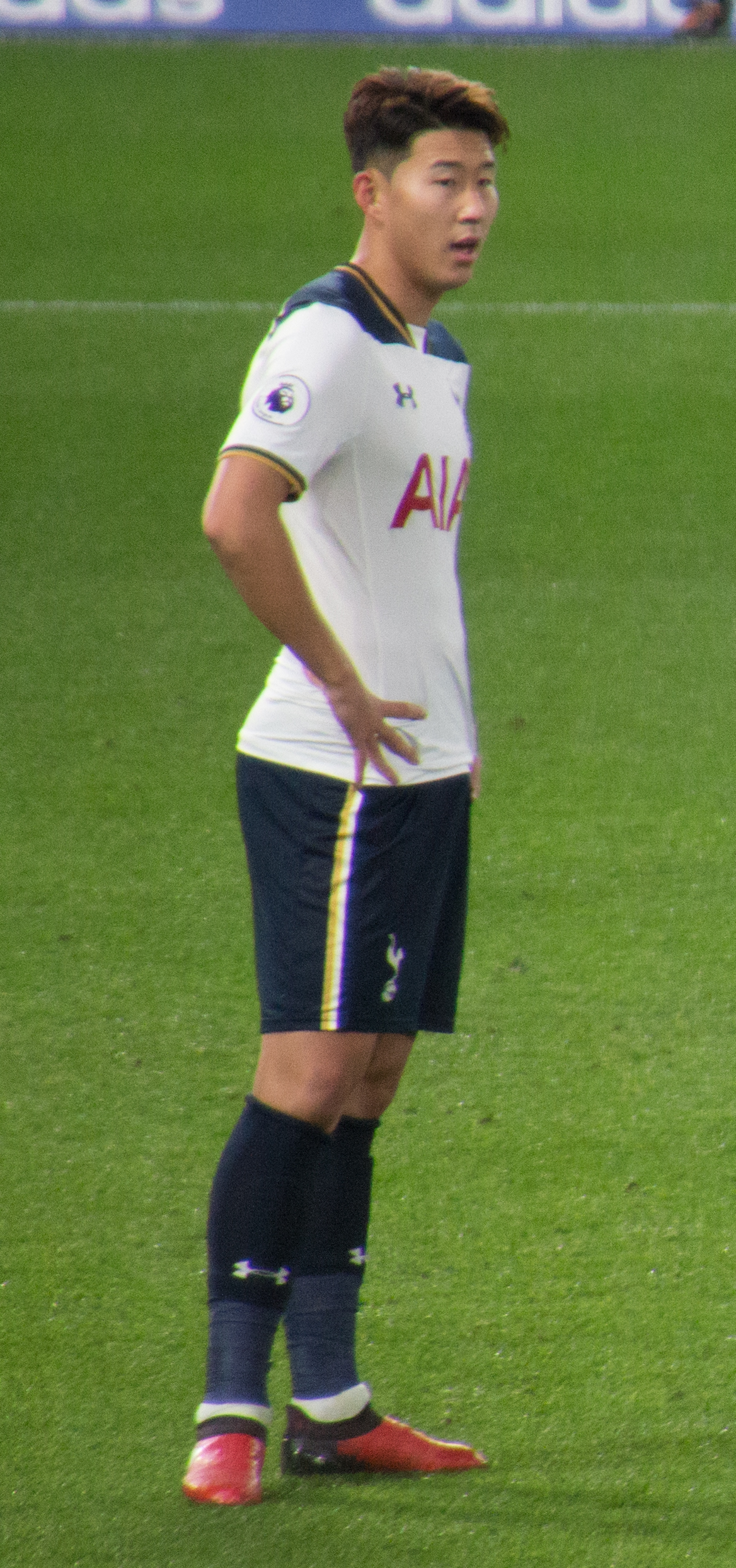
Son contra o Chelsea em 2016.

Após passar 3 jogos seguidos jogando por menos de 60 minutos, o jogador balançou as redes de novo na 18ª rodada contra o Southampton, na goleada dos Spurs por 4-1. O jogador faria mais duas participações em gols antes de enfrentar sua sequência mais positiva naquela temporada de Premier League.[carece de fontes?]
Em 4 partidas, o jogador fez 5 gols e 1 assistência. A boa fase começou na 30ª rodada contra o Burnley, onde ele fechou o placar de 2-0. Na partida seguinte, mais um gol contra o Swansea na vitória dos londrinos por 3-1. O ápice ocorreu na 32ª rodada, contra o Watford de Gomes. O coreano fizera 2 gols e ainda serviu Dele Alli na vitória do clube por 4-0.[carece de fontes?]
Fechando a boa sequência, Sonny ainda teve tempo de fazer um gol contra o Bournemouth, a partia terminou também por 4-0. Antes da temporada encerrar, Sonny voltou a participar de gols na 34ª rodada. O jogador garantiu um doblete na goleada por 6-1 contra o Leicester City. O coreano também deu uma assistência para Harry Kane abrir o placar. Na última rodada, mais uma goleada. Um 7-1 contra o Hull City também teve participação de Son. O jogador serviu Dele Alli para fazer o 3º gol do jogo.[carece de fontes?]

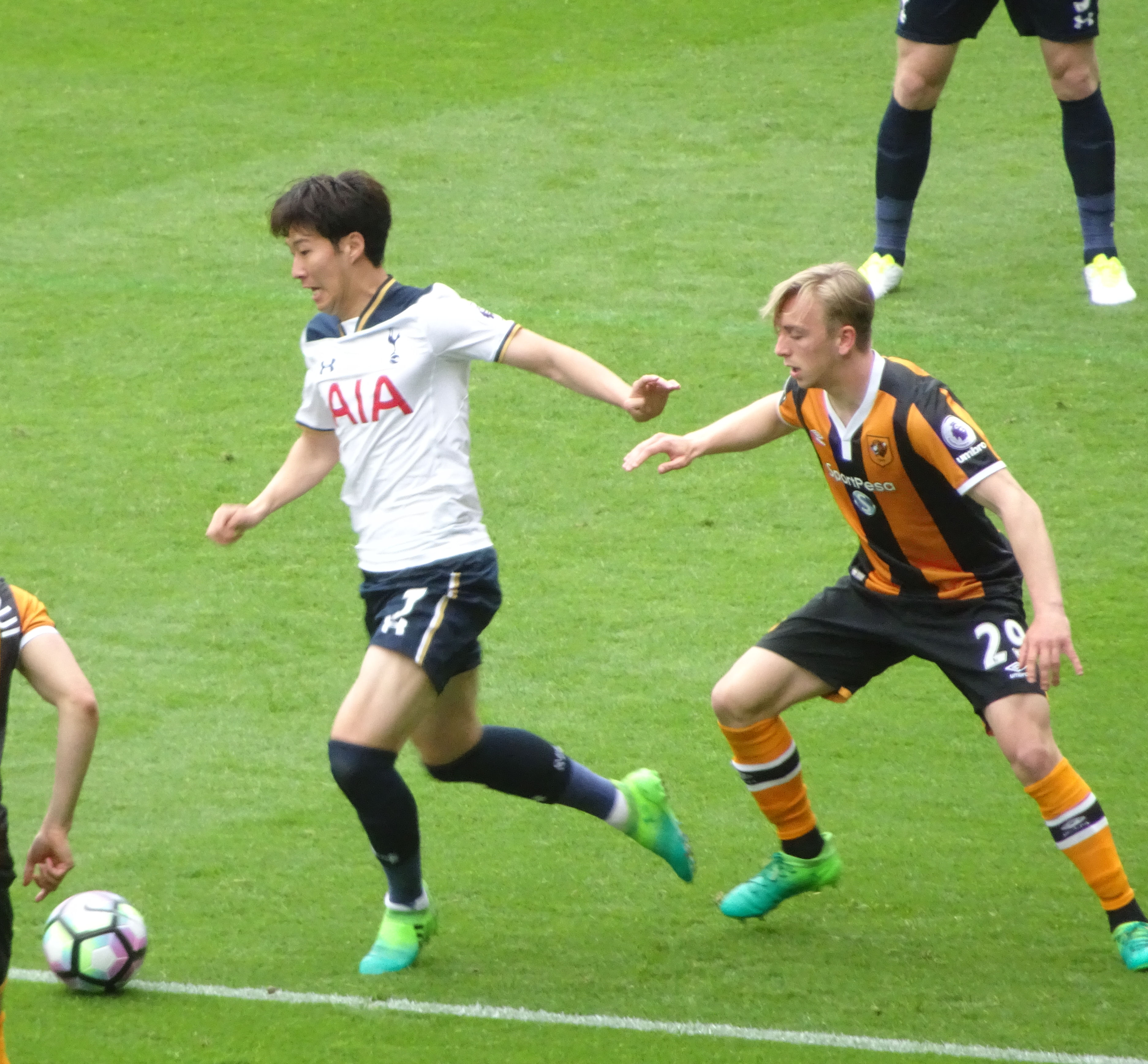
Son sendo marcado por Jarrod Bowen na última rodada da Premier League contra o Hull City

Ao final da primorosa temporada, o time de Londres ficou em 2º colocado e ganhou vaga direta à Fase de Grupos da Premier League da temporada seguinte. Por sua vez, Sonny fez 14 gols e oito assistências em 34 partidas disputadas.[carece de fontes?]
Disputando a Copa da Inglaterra de 2016-17, o coreano sentiu a amarga eliminação na fase final da competição. O jogador estreou fazendo um dos gols na vitória dos londrinos sobre o Aston Villa. E se saiu melhor ainda ao fazer um doblete contra o Wycombe Wanderers na vitória apertada dos Spurs por 4-3.[carece de fontes?]
Seguindo a competição, ele passou em branco contra o Fulham, mas, na partida seguinte, garantiu seu primeiro hat-trick com a camisa dos Spurs ao ajudar na goleada do clube contra o Millwall por 6-0. Sonny também deu uma assistência para Dele Alli marcar o 4º gol do jogo. Na partida seguinte, no entanto, pela semifinal da competição, eles enfrentaram o Chelsea no clássico Chelsea vs. Tottenham e foram eliminados por 4-2. Ele foi o artilheiro da competição com 6 gols marcados.[carece de fontes?]
Atuando na Copa da Liga de 2016-17, o jogador não jogou nenhum dos dois jogos do clube londrino. Na partida inicial contra o Gillingham, o atacante esteve apenas no banco de reservas e viu o time golear os adversários por 5-0. Na segunda partida, ele não foi nem relacionado. Os Spurs foram eliminados pelo Liverpool após 2 gols de Daniel Sturridge.[carece de fontes?]

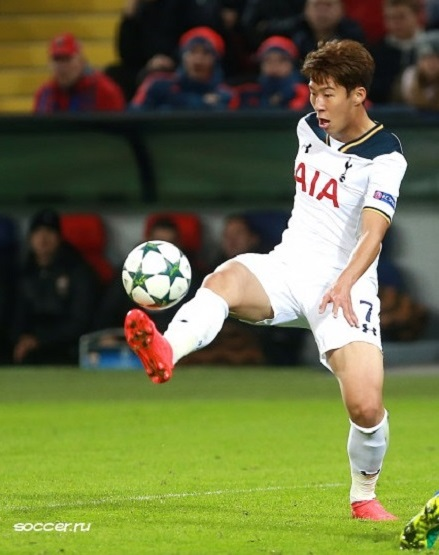
Son dominando uma bola em partida contra o CSKA de Moscovo

Na Liga dos Campeões da UEFA de 2016–17, Sonny fizera apenas 1 gol na péssima campanha dos Spurs naquela competição. Ele só balançou as redes contra o CSKA de Moscovo na 2ª rodada da Fase de Grupos, quando seu time derrotou os russos por 1-0.[carece de fontes?] Seguindo a temporada de Champions League, o time inglês sequer conseguiu vaga ao mata-mata e foi eliminado ganhando apenas 6 pontos em 6 partidas.
Com a eliminação precoce da Liga dos Campeões, o time, que ficou em 3º colocado em seu grupo, teve de disputar a Liga Europa da UEFA de 2016–17. Porém, o clube continuou sua temporada ruim em competições continentais e perdeu o primeiro jogo contra o K.A.A. Gent por 1-0.[carece de fontes?] No jogo de volta, no Wembley Stadium, o time só conseguiu um empate por 2-2 e foi eliminado da competição antes mesmo das oitavas de final.
Ao final da temporada, o coreano fez 47 jogos, 21 gols e 9 assistências. Ele garantia assim sua titularidade no clube e confiança dos torcedores para o decorrer das próximas temporadas.[carece de fontes?]

#### 2017–18

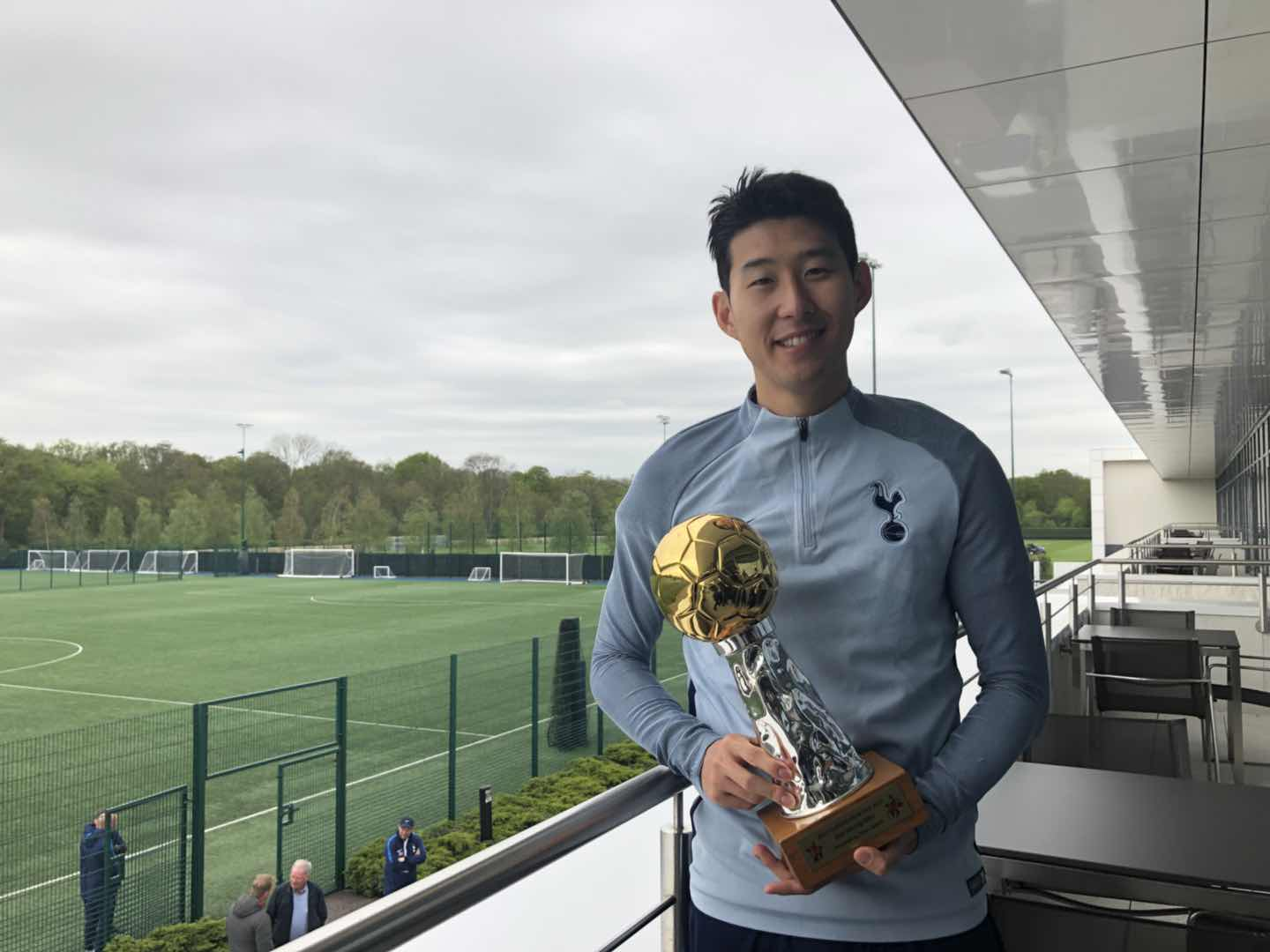
Son em 2018 com o troféu de melhor jogador asiático da última temporada

Son iniciou a Premier League de 2017–18 no dia 13 de agosto de 2017 contra o Newcastle, entretanto, demorou 9 jogos para poder marcar o seu primeiro gol na Liga. A partida em questão foi contra o Liverpool na goleada dos lilywhites por 4-1. Ele voltaria a marcar pelos Spurs após um jogo em branco, a partida foi contra o Crystal Palace e o Tottenham venceu por 1-0.[carece de fontes?]
Após mais 3 rodadas sem participações em gols, Son teve uma interessante sequência de gols entre a 15ª e a 23ª rodada. Nesse tempo, o jogador fizera 10 participações em gols, sendo 6 gols e 4 assistências. Nesses jogos, o seu maior destaque aconteceu na 20ª rodada, contra o Southampton,, quando fez 2 assistências e 1 gol na goleada dos Spurs por 5-2.[carece de fontes?]
Outro momento de destaque no coreano foi nas rodadas 29 e 30. Na primeira, contra o Huddersfield Town, o jogador fizera todos os 2 gols da partida. Na partida seguinte, contra o Bournemouth, o coreano fez mais um doblete na goleada dos londrinos por 4-1 de virada. Sonny não fizera mais gols, porém ainda conseguiu contribuir com 2 assistências. Uma no empate contra o Brighton & Hove Albion em 1-1;[carece de fontes?] e outra na penúltima rodada da Liga, contra o Newcastle (apesar do jogo ter sido válido pela 31ª rodada, já que foi adiado). Coincidentemente, ambos os gols vieram dos pés de Harry Kane.[carece de fontes?]
Ao final dessa temporada de Liga, o Tottenham garantiu a 3ª colocação, e ganhou vaga direta à Fase de Grupos da Champions League da próxima temporada. Son, por sua vez, fez 12 gols e 6 assistências nos 37 jogos que disputou[carece de fontes?]
Pela FA Cup de 2017–18, o jogador esteve presente em todos os jogos. Após passar em branco na primeira rodada contra o Wimbledon, Son fez 2 assistências contra o Newport County. Uma no empate por 1-1, e outra na vitória dos Spurs por 2-0 nas partidas de roleplay. Sonny teve de enfrentar mais uma partida de roleplay após o clube de Londres empatar com o Rochdale. Na partida seguinte, com o mando de campo, os Spurs golearam o clube visitante por 6-1. Son fez um doblete nessa partida, além de dar uma assistência para Fernando Llorente concluir o seu hat-trick.[carece de fontes?]
Nas quartas de final, o clube passou por 3-0 contra o Swansea, mas foram eliminados na partida seguinte contra o Manchester United de José Mourinho.[carece de fontes?]
Pela Copa da Liga inglesa daquela temporada, Son estreou contra o Barnsley F.C, mas não fez gols na vitória do seu time por 1-0. No jogo seguinte, mesmo com os esforços de Son, que fizera 2 assistências, os Spurs foram eliminados pelo West Ham por 3-2.[carece de fontes?]
Pela Liga dos Campeões da UEFA de 2017–18, Son estreou contra o Borussia Dortmund e fez um gol na vitória dos ingleses por 3-1. O coreano voltaria a marcar contra os alemães na penúltima rodada da Fase de Grupos. Seu último gol, naquela fase de Champions, foi contra o APOEL.[carece de fontes?]
Nas oitavas de final, o Tottenham enfrentou a Juventus e empatou o primeiro jogo por 2-2. Nos jogos de volta, Son fizera um gol, mas os italianos conseguiram se classificar com a vitória por 2-1.[carece de fontes?]
Ao final daquela temporada, Son fez 53 jogos, 18 gols e 11 assistências em todas as competições que disputou.[carece de fontes?]

#### 2018–19
Começando a Premier League de 2018–19, Son jogou apenas a primeira partida contra o Newcastle antes de ser mandado para os Jogos Asiáticos de 2018 com a seleção da Coreia do Sul. Na volta, o jogador ficou até a 11ª rodada sem participar de gols. Contra o Wolverhampton Wanderers, o jogador fez uma assistência para Erik Lamela abrir o placar na vitória dos londrinos por 3-2.[carece de fontes?]
Seu primeiro gol veio no clássico contra o Chelsea na 13ª rodada. Ele fez o último gols dos lilywhites na vitória deles contra os blues por 3-1. Da 13ª até a 26ª rodada, Son fez uma boa média de gols e assistências. Nesses 13 jogos (Son não participou da 23ª rodada por estar convocado para sua seleção) Sonny fez 11 gols e 5 assistências, somando 16 participações diretas nos mais diversos jogos de Premier League. Seu principal destaque nessas rodadas, ocorreu na goleada dos Spurs por 6-2 contra o Everton. O coreano marcou dois gols e assistiu Harry Kane fechar a goleada para o clube de Londres.[carece de fontes?]

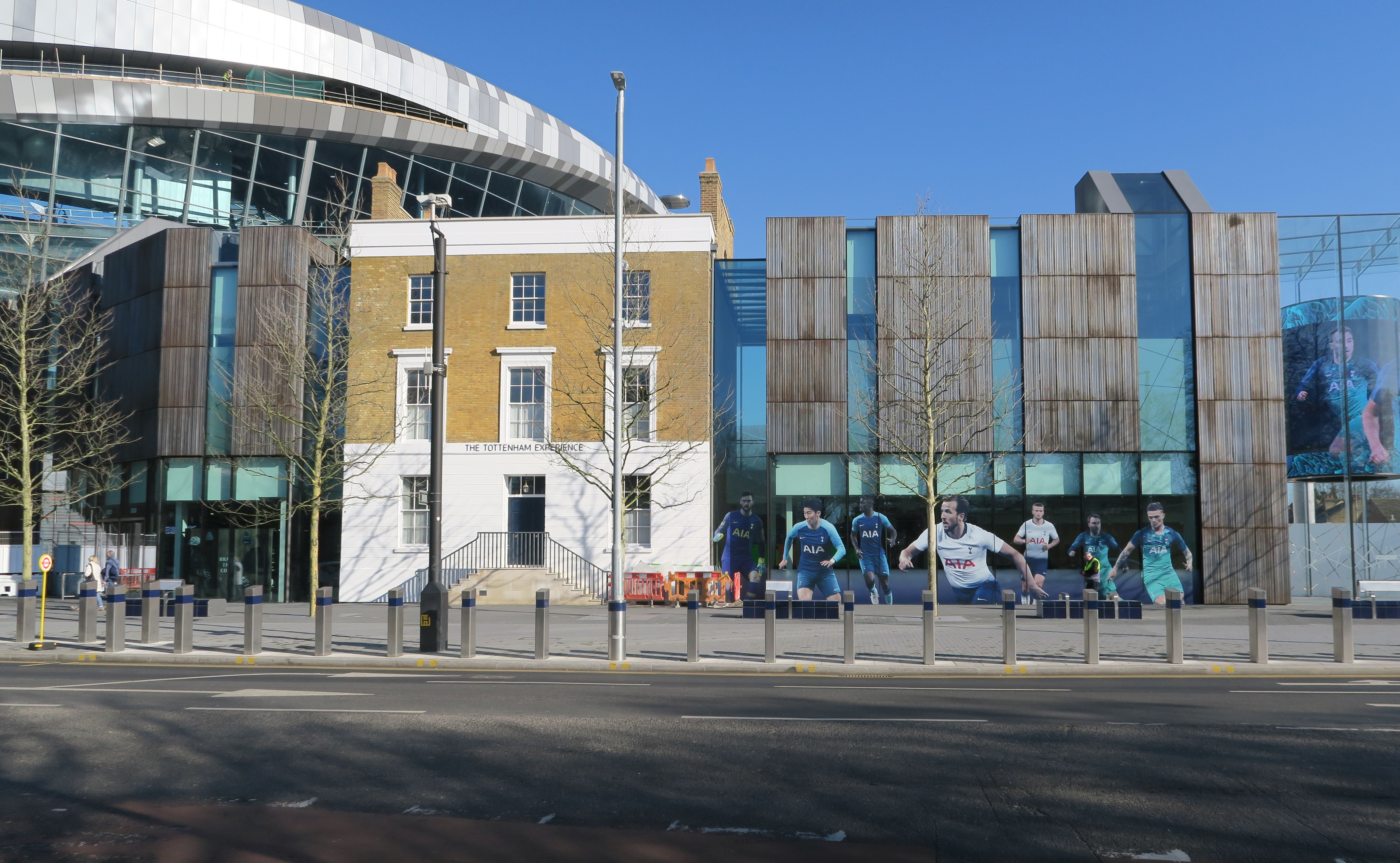
A imagem de Son (segundo jogador da esquerda para direita) exibida no novo estádio do Tottenham

Seu último gol ocorreu na 31ª rodada, ao vencer o Crystal Palace por 2-0, a assistência ficou por parte de Christian Eriksen. Na partida seguinte, contra o Huddersfield, o jogador deu uma assistência para Lucas Moura concluir o seu hat-trick naquele jogo que terminou 4-0 para os londrinos.[carece de fontes?]
Sonny participou dos jogos até a 37ª rodada. Nesse jogo, contra o Bournemouth, o coreano recebeu um cartão vermelho ainda no primeiro tempo após empurrar o jogador Jefferson Lerma, quando o jogo já havia sido parado. Juan Foyth, apenas 5 minutos depois, cometeu uma falta grave e também foi expulso. Com 2 a menos, o time de casa conseguiu derrotar os Spurs com um gol de Nathan Aké nos acréscimos.
Ao final da Premier League, o Tottenham conseguiu a 4ª colocação.[carece de fontes?] Sonny fizera 31 jogos, 12 gols e 7 assistências no decorrer da competição.[carece de fontes?]
Pela FA Cup de 2018–19, Son atuou apenas em um jogo. A partida em questão foi pela 3ª eliminatória, quando os Spurs enfrentaram o Tranmere Rovers e golearam o clube da casa por 7-0. Sonny fez 1 gol e 2 assistências na partida vencida pelo seu clube. Sonny não esteve em campo na partida seguinte, contra o Crystal Palace, por estar convocado para sua seleção.[carece de fontes?] O clube dele foi eliminado após derrota de 2-0.
Durante a Copa da Liga Inglesa daquela temporada, Son participou do primeiro jogo contribuindo com um gol nas cobranças de pênaltis contra o Watford.[carece de fontes?] No jogo seguinte, Sonny foi uma importante peça na vitória do Tottenham contra o West Ham. O jogador fez 2 gols para o seu time e o resultado terminou 3-1 para seu clube. Seguindo na competição, os lilywhites enfrentaram os gunners e conseguiram uma vitória por 2-0, com o coreano marcou um dos gols.
No primeiro jogo das semifinais, em mais um clássico londrino, o Tottenham conseguiu derrotar o Chelsea por 1-0. No jogo de volta, Sonny não esteve em campo por ter sido convocado para a Seleção Sul-Coreana.[carece de fontes?] Após vitória do time azul de Londres por 2-1, o clube de Stamford Bridge conseguiu superar os batedores do Tottenham e rumaram à final da competição.
Durante a Liga dos Campeões da UEFA de 2018–19, o Tottenham teve um começo dramático. Eles perderam na estreia para Internazionale, foram goleados pelo Barcelona por 4-2 (com uma assistência de Son), e empataram por 2-2 contra o PSV Eindhoven. No returno, o time conseguiu um fôlego novo na competição e venceram o time dos Países Baixos,[carece de fontes?] triunfaram contra a Inter de Milão (levando a decisão da última vaga para o último jogo) e arrancaram um empate com o Barcelona em pleno Camp Nou. O empate foi crucial para manter o time nas oitavas de final daquela Liga dos Campeões.
Nas oitavas de final, Son marcou um gol contra o Borussia Dortmund na vitória dos ingleses por 3-0. Apesar de não ter participado do único gol do jogo na partida de volta, o time da Inglaterra conseguiu se classificar às quartas de final. Lá, o coreano fez o único gol da partida contra o Manchester City e deu uma vantagem ao clube de Londres no jogo de volta. Jogando no Etihad Stadium, o time de Manchester venceu a partida por 3-2, mas não conseguiu se classificar por conta do gol fora. Nesse jogo, Sonny fizera os dois gols dos Spurs na partida.
Sonny não jogou o primeiro jogo contra o Ajax Amsterdam por estar suspenso por cartões amarelos. Seu clube foi derrotado dentro do Tottenham Hotspur Stadium por 1-0. No jogo de volta, em uma virada histórica, Lucas Moura consegue um hat-trick dentro da Johan Cruijff Arena e consegue dar uma vaga para o clube de Londres na final da Champions League.
Antes da final, o jogador coreano comentou sobre o jogo com o jornal Evening Standard:
| “ | Estamos tentando ficar o mais apto possível para garantir que daremos tudo neste jogo. Sou um cara muito, muito positivo e é um dos melhores sentimentos se ter jogando na final da Liga dos Campeões, então eu só quero ter certeza de que estou pronto para cada bola e cada segundo. | ” |

| “ | Eu não quero falar sobre ganhar ou perder. Há muito tempo para se preparar para este importante jogo. Ganhar a Champions League significa muito, mas perder seria doloroso por muito, muito tempo. Nós apenas queremos estar prontos e então veremos o que acontece. | ” |

Na final, o clube de Londres enfrentou o Liverpool no Estádio Metropolitano de Madrid. Na partida, o clube vermelho superou o clube de Sonny por 2-0 e se sagraram campeões da competição pela 6ª vez na história.

#### 2019–20
Como levou cartão vermelho contra o Bournemouth no final da temporada anterior, o coreano ficou de fora dos dois primeiros jogos da Premier League de 2019–20. Alguns jogos após o seu retorno, o jogador participou de um momento muito delicado em sua carreira após fazer uma falta em um jogador do Everton.
Nesse jogo, o atacante coreano deu uma dura entrada no português André Gomes que o fez ficar lesionado por 109 dias, perdendo assim 17 jogos pelo seu clube. O atacante do Tottenham ficou em lágrimas depois de ver a situação de Gomes, gritando de dor ao ser atendido. Após lesionar o jogador, Son foi expulso da partida. Todavia, o cartão vermelho foi anulado após uma Comissão Reguladora reavaliar o lance e decidir que ele não teve a intenção de lesionar o colega de trabalho.
No jogo seguinte, o jogador abriu o placar no empate em 1-1 contra o Sheffield United. Esse jogo também marcou o último da Era de Mauricio Pochettino no comando dos Spurs. Na partida posterior, agora sob comando de José Mourinho, enfrentando o West Ham no Estádio Olímpico de Londres, o jogador foi peça essencial na vitória dos lilywhites. Além de abrir o placar, o coreano deu uma assistência para Lucas Moura ampliar o placar na vitória do clube deles por 3-2. Continuando a temporada, na partida que seguiu essa vitória, o clube londrino voltou a enfrentar o Bournemouth e conseguiu replicar o 3-2 da jornada anterior com 2 assistências do coreano.
Sua última participação em gols, antes da chegada de 2020, foi na partida contra o Burnley pela 16ª rodada da Premier League. Na goleada de 5-0, o jogador fizera um gol e uma assistência. Sua grande atuação rendeu a ele o título de Man of the match. O seu impressionante gol na partida rendeu ao jogador o Prêmio Puskás de gol mais bonito da temporada.
No dia 22 de dezembro de 2019, enfrentando o Chelsea, Son foi novamente expulso de uma partida após elevar seus pés e acertar, de raspão, o zagueiro alemão Antonio Rüdiger. Após intervenção do Árbitro de vídeo, o sul-coreano recebeu um cartão vermelho. O time azul de Londres venceu aquele jogo por 2-0.
Retornando de suspensão, já no ano de 2020, o coreano esteve em campo na derrota contra o Liverpool por 1-0 em Londres. Ele também atuou no empate em 0-0 contra no Watford no Vicarage Road pela 23ª rodada. No jogo seguinte, no entanto, o atacante faria o gol da vitória contra o Norwich City por 2-1 aos 79 minutos.
Na partida posterior, Son fechou o placar em 2-0 contra o Manchester City na 25ª rodada. Um grande destaque para o atacante viera na 26ª jornada, quando fizera um doblete na vitória apertada dos Spurs contra o Aston Villa (Son marcou o gol da vitória nos acréscimos da partida).
Na partida contra o Aston Villa, o sul-coreano lesionou-se no braço e precisou passar por uma cirurgia que o deixou fora dos gramados por 6 jogos do Tottenham (um de FA Cup, dois de Champions League e três de Premier League). Esse foi o último jogo de Son antes da pausa dos jogos por conta da Pandemia de COVID-19.
Em abril de 2020, devido à Pandemia de COVID-19 na Inglaterra e a paralisação da Premier League 2019-20, Son foi autorizado pelo Tottenham para retornar à Coreia do Sul para cumprir o serviço militar obrigatório, que no passado não o fez. Na primeira vez quando ele recusou nas Olímpiadas de 2012 para focar na sua carreira no Hamburger SV, a segunda, quando não foi liberado pelo Bayer Leverkusen para os Jogos Asiáticos, em 2016 por não ter ganho medalha nos Jogos Olímpicos do Rio, por fim em 2018 ganhou a medalha de ouro nos Jogos Asiáticos e teve seu tempo de serviço militar obrigatório reduzido para dois meses. Cumpriu o serviço entre Abril e Maio de 2020.
Retornando, o jogador viu seu time empatar com o Manchester United em 1-1. Ele retornou a servir jogadores nos dois jogos seguintes: um na vitória por 2-0 contra o West Ham e outro na derrota por 3-1 contra o Sheffield United.
Após dois jogos em branco, ele faria sua última assistência na competição. Em partida válida pela 35ª rodada, Son foi fundamental para a vitória dos lilywhites contra o Arsenal, já que marcou um gol e serviu a bola para Toby Alderweireld decretar a vitória do time branco de Londres contra os gunners. No jogo seguinte, Sonny balançara as redes pela última vez. Aos 27 minutos, empatando a partida, o atacante venceu o goleiro Martin Dúbravka e fez seu 11º gol na Liga. Os Spurs venceram a partida por 3-1.
Ao fim da temporada, o Tottenham conseguiu a 6ª colocação e garantiu vaga nos playoffs da Liga Europa da UEFA da temporada seguinte. Son concluiu aquela Liga com 11 gols e 11 assistências.[carece de fontes?]
Pela Copa da Liga, o jogador só jogou o primeiro jogo. O Tottenham foi eliminado nos pênaltis após o Colchester United acertar 4 cobranças e os Spurs apenas 3. Sonny conseguiu converter sua cobrança.
Jogando a FA Cup de 2019–20, o jogador viu o time ir passando de fase enfrentando o Middlesbrough e o Southampton por roleplays duas vezes. Enfrentando o time de James Ward-Prowse, o coreano fez 2 gols[carece de fontes?] em 2 jogos e ajudou seu time a continuar vivo na competição. Sonny não pôde jogar a partida da 5ª Eliminatória contra o Norwich City por conta de sua lesão no braço, e seu time foi eliminado após serem superado nos pênaltis por 3-2.
O coreano estreou pela Liga dos Campeões da UEFA de 2019–20 contra o Olympiacos em empate por 2-2. No jogo seguinte, ele fizera seu primeiro gol na competição. Mas o Bayern de Munique atropelou o clube inglês por 7-2 e frustrou os sonhos do time inglês de alcançar os 3 pontos. Após a goleada, Sonny faz um doblete contra o Estrela Vermelha na goleada dos Spurs por 5-0.
No returno, o time inglês venceu os sérvios por 4-0 com mais um doblete de Sonny. Na partida seguinte, Son deu uma assistência em mais uma goleada dos londrinos na competição. Enfrentando os gregos, eles venceram o Olympiacos por 4-2. O último jogo do coreano foi contra o Bayern, na derrota para eles por 3-1.
Nos jogos contra o Red Bull Leipzig, o coreano não pôde atuar por conta de sua lesão no braço. Ele viu, de casa, os ingleses perderam ambos os jogos, com direito a show de Marcel Sabitzer no segundo jogo, e serem eliminados ainda nas oitavas de final.
Ao final da competição, Sonny fizera 41 jogos, 18 gols e 12 assistência em todas as competições.[carece de fontes?]

#### 2020–21
Na Premier League de 2020–21, o jogador estreou junto ao time na primeira rodada, mas não marcou gols na derrota dos Spurs contra o Everton de 1-0.[carece de fontes?] Na partida seguinte, no entanto, Son marcou seu primeiro Poker-trick da carreira. Enfrentando o Southampton, o sul-coreano marcou 4 gols naquela partida que terminou 5-2. Na 4ª rodada, o jogador contribuiria para mais uma goleada. Enfrentando o Manchester United, o clube londrino aplicou um impressionante 6-1 no adversário, Sonny fizera dois gols e uma assistência na partida lendária.
Ajudando o time na sequência de vitórias, Son, na 9ª rodada, fez um dos gols na vitória do Tottenham contra o Manchester City. Essa vitória fez o clube garantir a primeira colocação no campeonato nacional. O clube liderou as próximas 4 rodadas, mas oscilou em algumas partidas e deixou a ponta da tabela após uma derrota contra o Liverpool. Nesse jogo, Son marcou um gol, mas não pôde evitar que os Red conseguissem o placar de 2-1. Sonny só voltou a marcar gols na 17ª rodada[carece de fontes?]

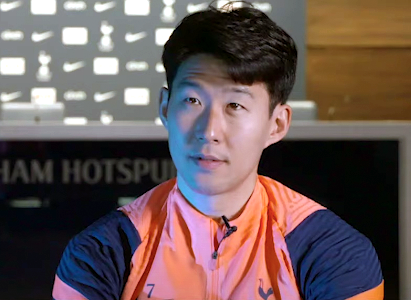
Son gravando um vídeo para um time da NFL em 2021

Na 28ª rodada, após ter distribuído quatro assistências e ter marcado um gol em rodadas anteriores, o jogador passou apenas 19 minutos em campo contra o Arsenal até lesionar sua coxa. Essa lesão o deixou de fora de apenas 1 partida na Premier League, mas também custou partidas em copas dentro e fora da Inglaterra. Após a lesão, ele retornou contra o Newcastle, mas passou em branco na partida.[carece de fontes?]
Seu time garantiu a 7ª colocação no campeonato e teve de disputar os playoffs da Liga Conferência Europa da UEFA.
Durante a FA Cup, o jogar não estreou com o clube na partida contra o Marine A.F.C porque não foi utilizado pelo técnico. No jogo seguinte, contra o Wycombe Wanderers, ele entrou em campo e deu uma assistência na vitória do time branco de Londres por 4-1.[carece de fontes?] No jogo seguinte, contra o Everton, ainda que tenha dado 3 assistências na partida, o clube não conseguiu superar o clube de Bernard e Richarlison e foi eliminado após o placar de 5-4.
Disputando a Copa da Liga Inglesa, Son não disputou a primeira partida, mas viu seu time vencer o Chelsea, nos pênaltis, após empate de 1-1 no tempo normal. Disputou as quartas de final contra o Stoke City, ainda que não fizesse participações em gol na vitória dos londrinos por 3-1. No jogo seguinte, pela semifinal, Sonny fechou o placar de 2-0 contra o Brentford.[carece de fontes?] Na grande final, o clube azul de Manchester conseguiu superar o clube de Londres em uma vitória simples de 1-0 e se sagrou campeão da Carabao Cup.
Jogando a Liga Europa da UEFA de 2020–21, Son estreou fazendo um gol contra o LASK.< Ele faria mais assistência contra o PFK Ludogorets na 3ª rodada da Fase de Grupos, outro gol contra o LASK no empate do time por 3-3[carece de fontes?] e viu seu time conseguir se classificar ao mata-mata da competição.
Nos 16 avos de final, ele fez um gol no Wolfsberger na goleada do seu time por 4-1 no jogo de ida. Os ingleses fizeram mais 4 gols no jogo de volta, mas Sonny foi suplente não utilizado na partida. Nas oitavas de final, o sul-coreano disputou a primeira partida contra o Dinamo Zagreb e viu o time vencer por 2-0.[carece de fontes?] Na partida de volta, o atacante não disputou por conta de sua lesão na coxa e o seu clube foi eliminado após vitória dos croatas por 3-0.
Ao fim da temporada, Son fez 51 jogos, 22 gols e 17 assistências pelo clube inglês.[carece de fontes?]

#### 2021–22

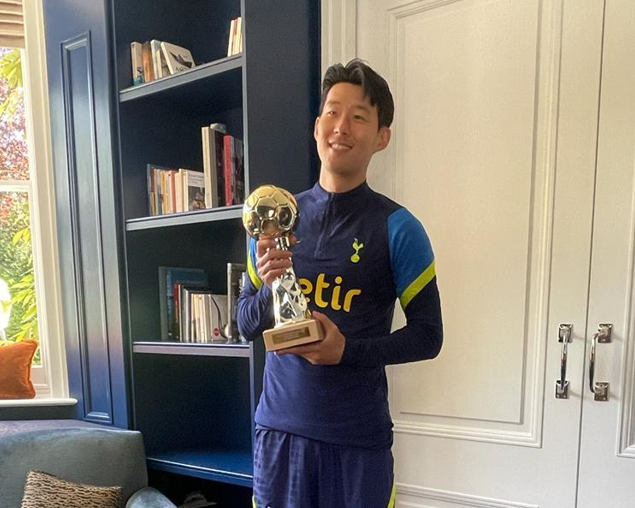
Son foi premiado como o Melhor Jogador Asiático de 2021

Durante a Premier League de 2021–22, o coreano estreou na primeira rodada fazendo o único gol do jogo em partida contra o Manchester City.
Na 3ª rodada, ele repetiu o feito garantindo a vitória por 1-0 contra o Watford. O time mantivera uma sequência positiva de 3 vitórias consecutivas, marcando um gol em cada jornada. No jogo seguinte, contra o Crystal Palace, Sonny não atuou por ter sofrido uma lesão em jogo com sua seleção. Seu clube teve a primeira derrota na Liga, por 3-0, na partida que o atacante esteve ausente.
Na reta final do campeonato inglês, Son teve 17 participações em gols em 11 jogos. Isso incluiu um hat-trick contra o Aston Villa na 32ª rodada, e três dobletes, respectivamente, contra West Ham (30ª rodada), Leicester (35ª jornada) e Norwich City (na 38ª partida).

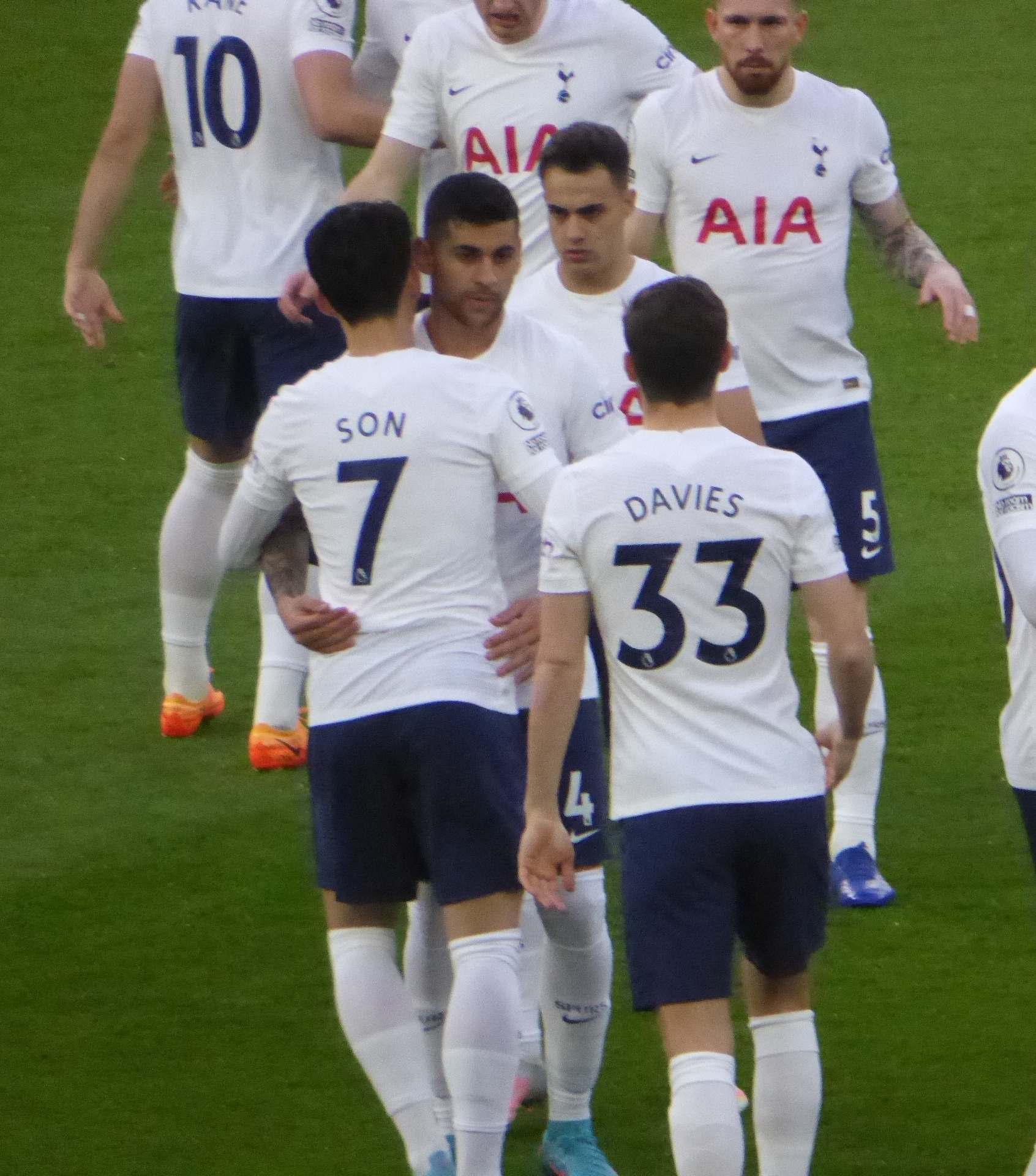
Son cumprimentando os colegas de equipe em 2022.

O clube ficou em 4º colocado, garantindo vaga para Champions League da temporada seguinte.[carece de fontes?] O jogador terminou competição  como artilheiro, empatado com Mohamed Salah, com 23 gols cada.
Pela Copa da Liga Inglesa de 2021-22, o jogador disputou vários jogos, mas não marcou nenhum gol. Ele não esteve em campo na última partida do clube na semifinal contra o Chelsea por conta de uma lesão na coxa. O clube perdeu a partida e o time azul classificou-se à final.[carece de fontes?]
Durante os playoffs da Liga Conferência Europa da UEFA de 2021–22, o jogador não fizera gols, mas viu o time conseguir se classificar diante o Paços de Ferreira após vitória no segundo jogo por 3-0.
No decorrer da competição, Son jogou apenas 3 jogos, onde marcou 1 gol e 1 assistência. Seu time foi eliminado da Conference por conta de um W.O graças a um surto de COVID-19 no time antes da partida contra o Stade Rennais Football Club. A Uefa considerou isso um caso de desistência, deu os 3 pontos (e 3 gols) ao clube francês e o time da Inglaterra não conseguiu pontos o suficiente na Fase de Grupos para seguir na competição.

#### 2022–23

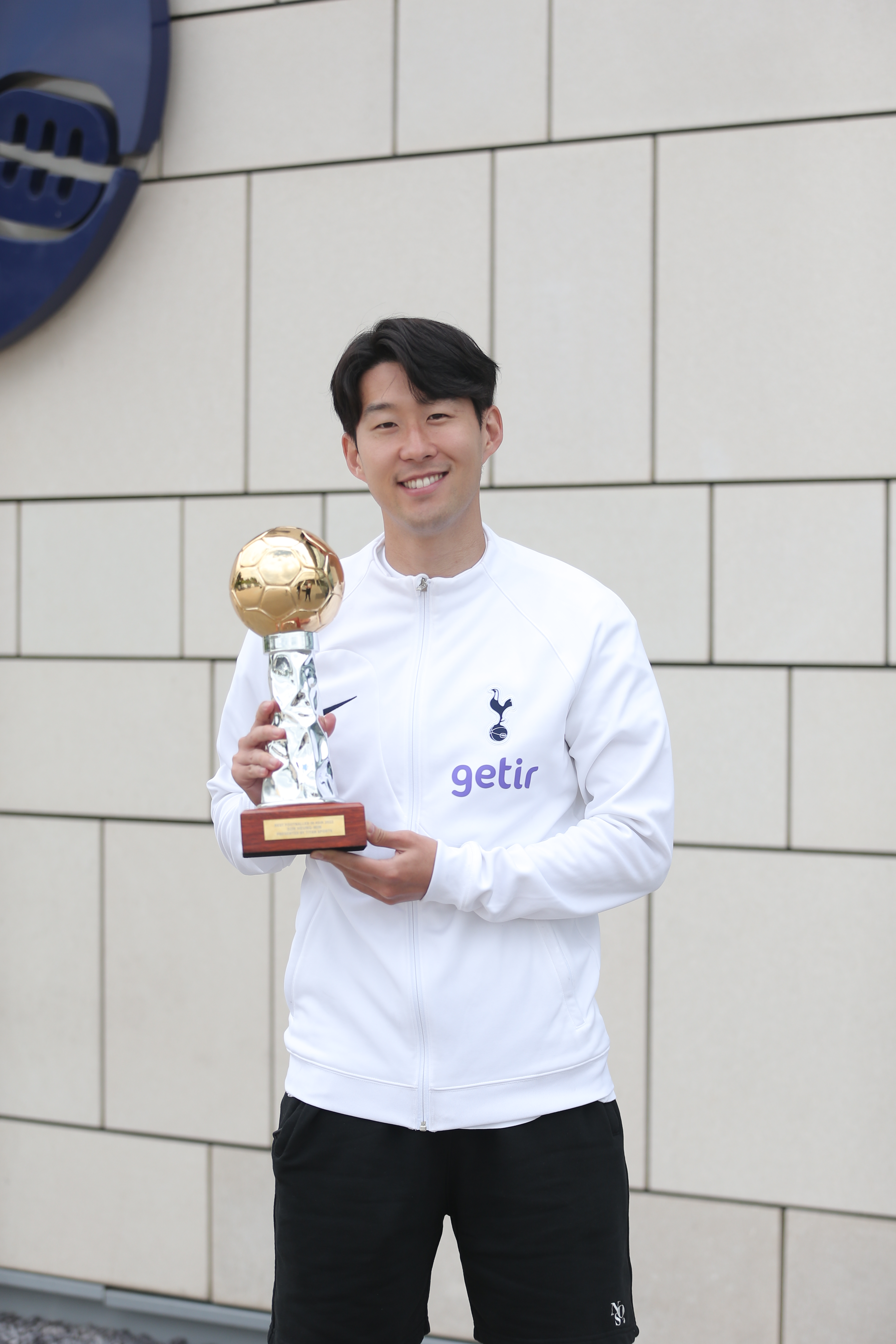
Son com o prêmio de Melhor Jogador Asiático de 2022

Apesar do final individual positivo ao coreano na temporada passada, a Premier League de 2022–23 não seguiu a mesma linha. Durante o primeiro turno, isto é, em 19 jogos, o sul-coreano fizera apenas 4 gols e 2 assistências. 3 desses gols vieram na 8ª rodada quando os Spurs golearam o Leicester por 6-2.
Nessa temporada, Son precisou passar por uma cirurgia após chocar-se em um jogo da Champions League. Com isso, ele perdeu 2 jogos de Premier League e teve de jogar mascarado durante a Copa do Mundo FIFA de 2022 e em alguns jogos no país britânico.
Durante a segunda metade de competição local, Son teve uma boa sequência nas rodadas 30 e 31, onde conseguiu marcar um gol em cada jogo (primeira vez na temporada). Ele voltaria a repetir uma sequência de dois jogos marcando entre as rodadas 33 e 34. Infelizmente, mesmo marcando em ambas as vezes, seu time saiu derrotado. [carece de fontes?]
Ele não fez mais gols no final da temporada, mas participou dando uma assistência para Harry Kane abrir o placar no Elland Road. O jogo terminou 4-1 para os Spurs e rebaixou o Leeds United para EFL Championship. O coreano terminou a temporada na Premier League com 36 jogos, 10 gols e 6 assistências.
Por conta de sua lesão na face, o jogador não esteve disponível para jogar o primeiro, e último, jogo do Tottenham na Copa da Liga Inglesa de 2022–23. O clube foi eliminado após uma derrota de 2-0 diante o Nottingham Forest.
Pela FA Cup, o sul-coreano jogou todos os 3 jogos do clube na competição e fez 2 gols contra o Preston na 2ª rodada de copa. Todavia, no jogo seguinte, os londrinos caíram diante o Sheffield United por 1-0 e se despediram da competição.
Disputando a Liga dos Campeões da UEFA de 2022–23, Son marcou dois gols em uma eletrizante partida contra o Eintracht Frankfurt que terminou em 3-2 para os ingleses.[carece de fontes?] O time fez uma boa campanha na Fase de Grupos perdendo apenas 1 partida e conseguiu se classificar às oitavas de final da competição. Contudo, eles não conseguiram repetir a boa fase contra o AC Milan e foram eliminados pelos italianos após uma vitória de 1-0 no primeiro jogo e um empate sem gols no segundo.

#### 2023–24

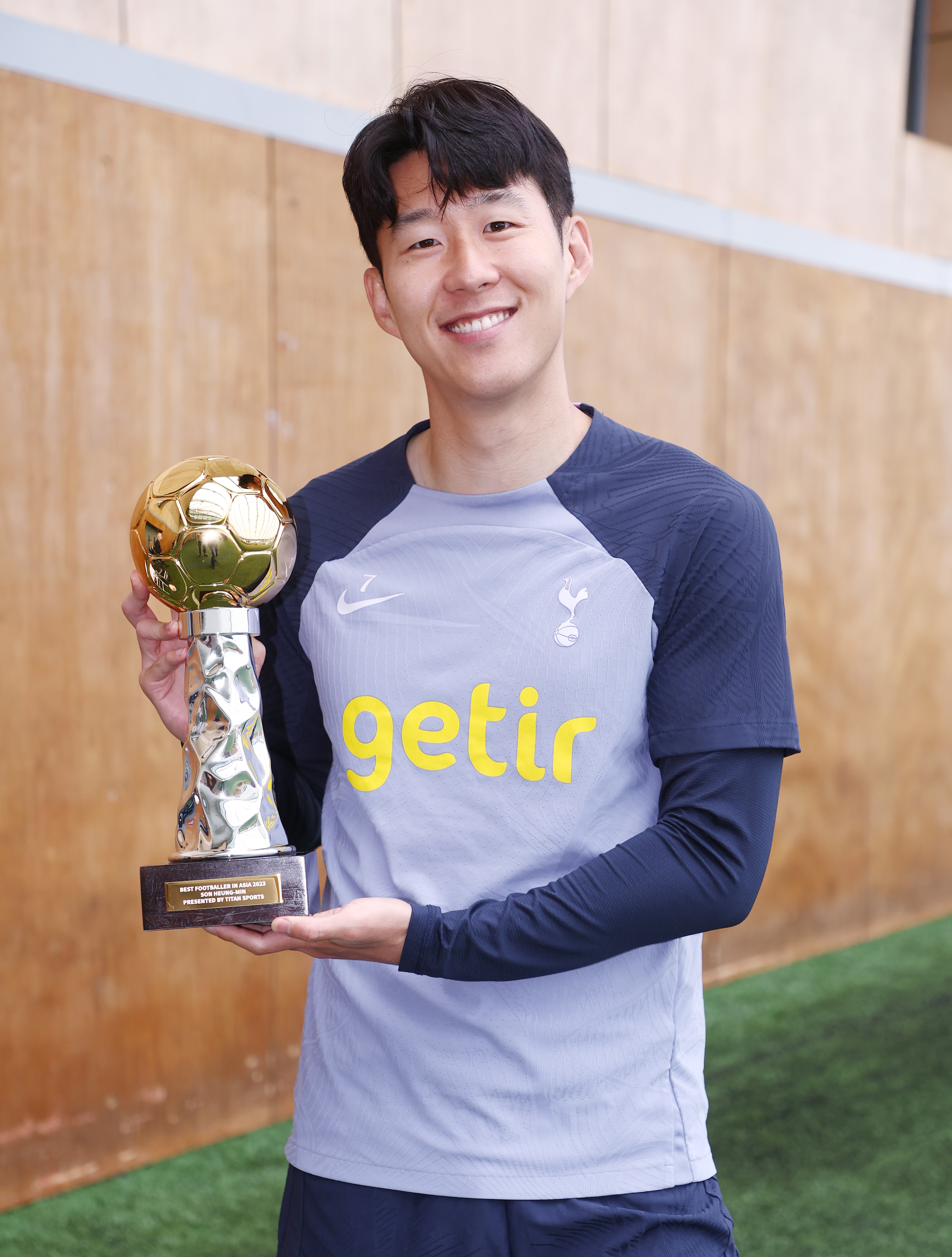
Son com o prêmio de Melhor Jogador Asiático de 2023.

Após a saída de Harry Kane do elenco londrino (indo para o Bayern de Munique), o jogador coreano assumiu a braçadeira de capitão do Tottenham.
| “                                          | É uma honra ser o capitão deste grande clube. Foi uma surpresa e um momento de muito orgulho. Já disse aos jogadores que todos devem se sentir capitães, tanto dentro como fora de campo. É uma nova temporada, um novo começo e darei tudo por esta camisa e esta braçadeira. | ” |
| — Son, sobre ser o novo capitão da equipe. | |   |

No dia 2 de setembro,  Son anotou o primeiro hat-trick da época contra o Burnley, em vitória dos Spurs por 5-1, pela quarta rodada da Premier League. Na 6ª rodada, quando voltou a balançar as redes, Sonny surpreende novamente ao realizar um doblete em clássico contra o Arsenal. A partida terminou em 2–2.
Ao final do primeiro turno, o jogador estava disputando ativamente pela Chuteira de Ouro do Campeonato Inglês, já que havia marcado 12 tentos e estava apenas 2 gols de empatar com os artilheiros Mohamed Salah e Erling Haaland.
Na sequência da temporada, no entanto, o time foi novamente sendo eliminado precocemente das Copas, e Son marcou só mas seis gols na virada de turno da Premier League. O clube, que chegou a liderar a competição durante três rodadas, ficou apenas com a quinta colocação na tabela e mais um ano sem troféus.
Desse modo, o coreano terminou a temporada com 17 gols e 10 assistências – todos na Premier League e sob o comando do treinador Ange Postecoglou.

#### 2024–25
Son continuou sua temporada no Tottenham e rapidamente voltou a obter destaque no ataque da equipe. Na 2ª rodada da Premier League, marcou seus primeiros dois gols diante o Everton, mas eventualmente lesionou-se na coxa pouco após concluir a 5ª jornada. Essa foi a primeira de algumas lesões que o tirariam de momentos relevantes dos Spurs na época.
Quando retornou, na 8ª rodada, estufou as redes do West Ham, mas sequer completou os 90 minutos. Ele não atuou na partida seguinte por um problema físico novamente na coxa. Ao longo do primeiro turno, marcou apenas mais duas vezes: contra o Chelsea na 15ª partida e diante o Southampton, no jogo seguinte; e concluiu as 19 primeiras jornadas com apenas cinco tentos.
Os péssimos resultados dos Spurs na Liga, somado a performances menos exímias do coreano, fizeram com que a equipe conquistasse poucos resultados expressivos.

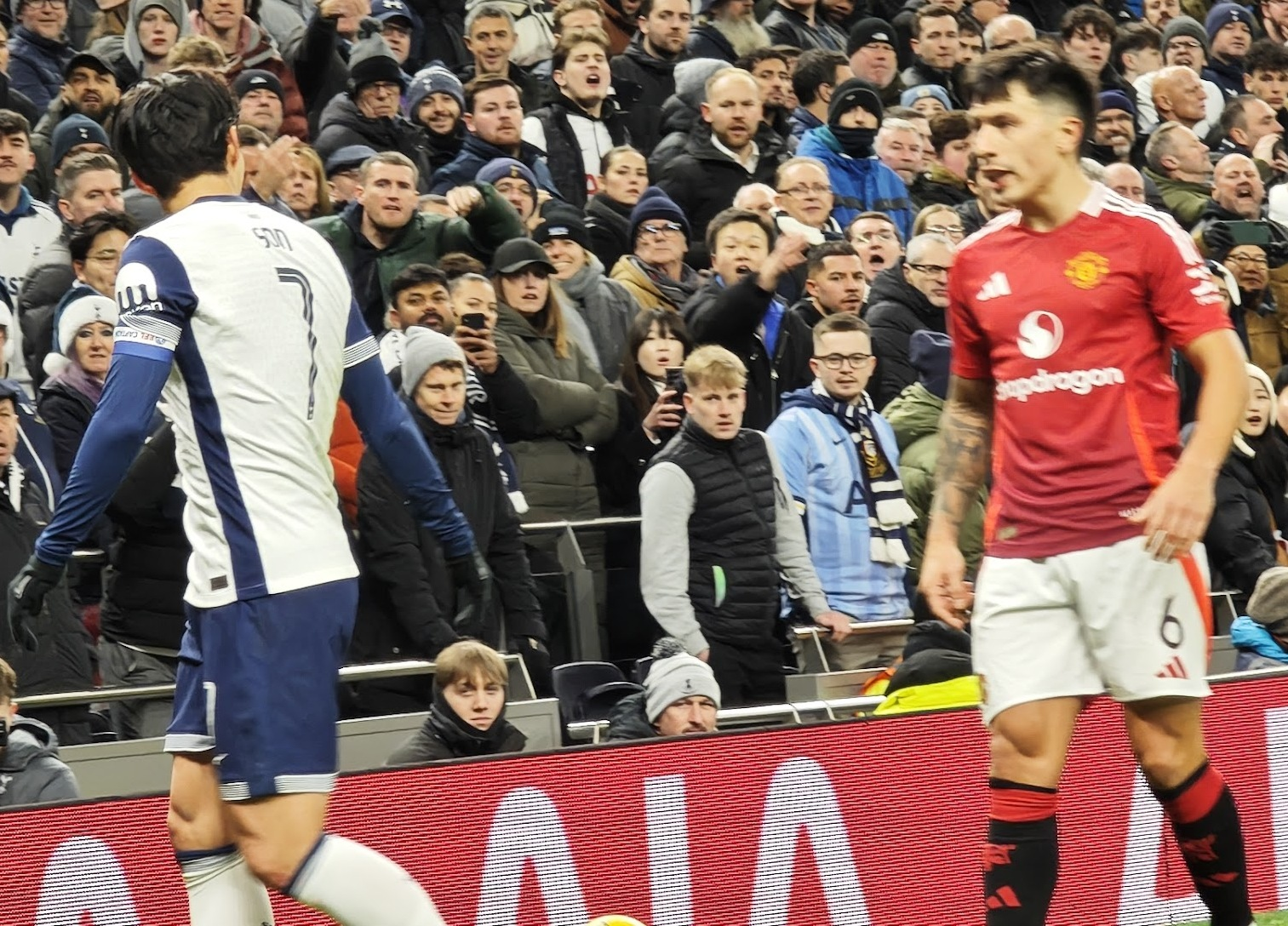
Son e Lisandro Martínez discutindo antes do coreano marcar um Gol Olímpico.

De fato, os melhores jogos dos Lillywhites vinham ao enfrentar o Manchester United de Ruben Amorim – outro clube que também enfrentava uma má fase. Em partidas inglesas, os clubes se enfrentara três vezes e em todos os Red Devils saíram derrotados. O jogo mais memorável de Sonny contra o time de Manchester aconteceu nas quartas de final da Copa da Liga; lá, o asiático fizera o quarto gol em uma vitória por 4–3 que eliminara o adversário. Na ocasião, acertou um chocante Gol olímpico aos 88 minutos deixando o marcador momentaneamente com 4–2.
Eventualmente, os Spurs lamentaram eliminação em todas as Copas nacionais e viviam uma horrível campanha na Premier League. A equipe chegou a se preocupar momentaneamente contra o rebaixamento, mas veio a ter sua pior colocação na reta final ao atingirem a 17ª na tabela de 20 clubes. Somado a isso, o coreano sofrera uma lesão no pé nos últimos meses da temporada e deixou de participar dos últimos três jogos eliminatórios da Liga Europa da UEFA de 2024–25 – competição essa que ele havia marcado três gols. Apesar de não ter entrado em campo em nenhum jogo desde a volta das quartas de final, retornou aos gramados na competição justamente no dia da decisão.
Disputando a final, Son viu Brennan Johnson abrir o placar na reta final do primeiro tempo diante o Manchester United. O coreano ficou no banco de reservas, por ainda não ter condições de participar integralmente do jogo, mas voltou aos gramados aos 67 minutos após saída de Richarlison. Cristian Romero, então capitão, ao ver a entrada do asiático, tirou sua braçadeira e deu ao experiente jogador. Ao apito final, depois de 17 anos sem comemorar nenhum título, os Spurs venceram novamente um troféu continental – o terceiro de Liga Europa em sua vasta história.
Em agosto de 2025, após 10 anos, Son anunciou a sua despedida do clube londrino. Em coletiva durante a pré-temporada, em Seul, ele afirmou ser "a  decisão mais difícil da sua carreira" e que deixa o clube como "um homem adulto e muito orgulhoso", também agradeceu aos torcedores por terem "lhe dado tanto amor" e disse ser "o momento certo para tomar essa decisão".
Ele deixou os Spurs como o 5⁰ maior artilheiro da história do clube, com 173 gols em 454 partidas.

### Los Angeles FC
No dia 6 de agosto de 2025, após 10 anos no clube de Tottenham, Son foi anunciado como reforço do Los Angeles FC, da Major League Soccer.
| “                       | Estou muito orgulhoso por me juntar ao Los Angeles FC, um clube com grandes ambições em uma das mais icônicas cidades do mundo. Vim para levantar troféus e dar tudo por este clube, esta cidade e esta torcida. Mal posso esperar para estrear | ” |
| — Son, ao site do LAFC. | |   |

O Los Angeles FC desembolsou cerca de 22,4 milhões de euros (R$ 142 milhões) para contratar o coreano, segundo veículos ingleses. Assim, Son se torna a contratação mais cara da história da MLS.

## Seleção Nacional
Após ter passado pelas seleções de base, Son estreou pela Seleção Sul-Coreana de Futebol aos 18 anos. Na ocasião, o jogador fez 45 minutos em amistoso contra a Síria. Sua seleção venceu a partida por 1-0.

#### Copa da Ásia de 2011
Apenas 1 mês após ter sido convocado para um amistoso contra a Síria, o sul-coreano esteve no elenco da Coreia do Sul para a Copa da Ásia de 2011. Na competição, o jovem marcou um gol na goleada por 4-1 contra a Índia no último jogo da fase de grupos.
A sua seleção foi eliminada pelo Japão nas semifinais, e garantiu o 3º lugar ao vencerem o Uzbequistão por 3-2.

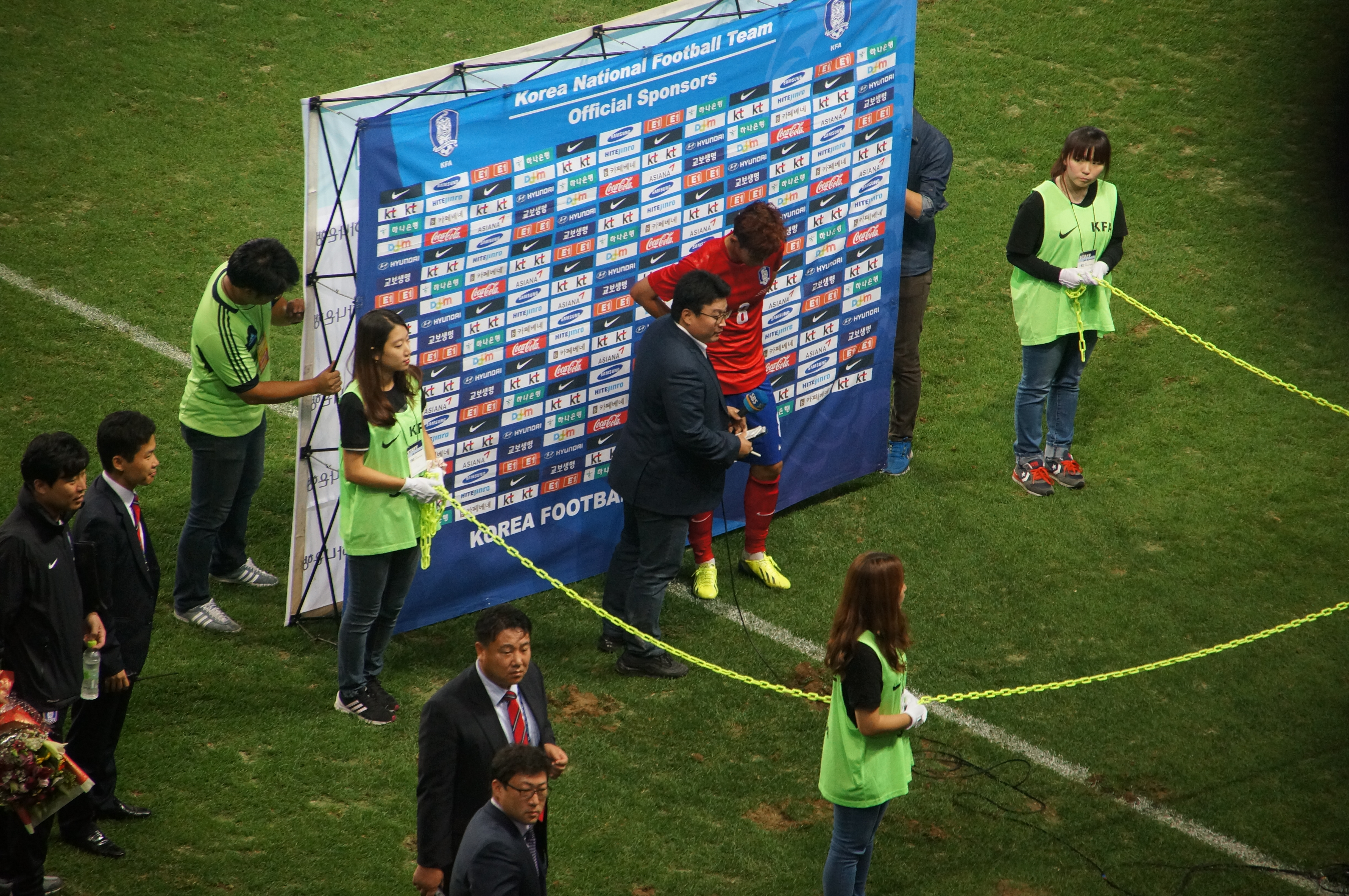
Son dando uma entrevista pós-jogo após marcar dois gols contra o Haiti em amistoso no ano de 2013.

#### Qualificação para Copa do Mundo de 2014 - Ásia
Entre 2011 e 2013, o jogador foi frequentemente convocado para disputar as Eliminatórias da Ásia para a Copa do Mundo de 2014. O jogador fez um gol contra o Catar e ajudou o seu país a estar disputando a Copa do Mundo de 2014.

### Copa do Mundo de 2014
Na Copa do Mundo de 2014 o jogador estreou na fase de grupos em um empate contra a Rússia em 1-1.
Na partida seguinte, entre Coreia do Sul e Argélia, Son Heung-min marcou seu primeiro gol em Copas do Mundo, mas não foi o suficiente para evitar a derrota pelo placar de 4–2. Na partida final, os sul-coreanos perderam para os Belgas e foram eliminados da competição. Ele participou de todas as três partidas disputadas pela Seleção naquele mundial.

#### Copa da Ásia de 2015
Son esteve no elenco que jogou a Copa da Ásia de 2015. Lá, o jogador guiou sua seleção até a final. No entanto, ainda que tivesse feito um gol contra a Austrália, sua seleção não conseguiu superar o adversário da Oceania e perdeu a partida por 2-1 na prorrogação.

#### Olimpíadas de 2016

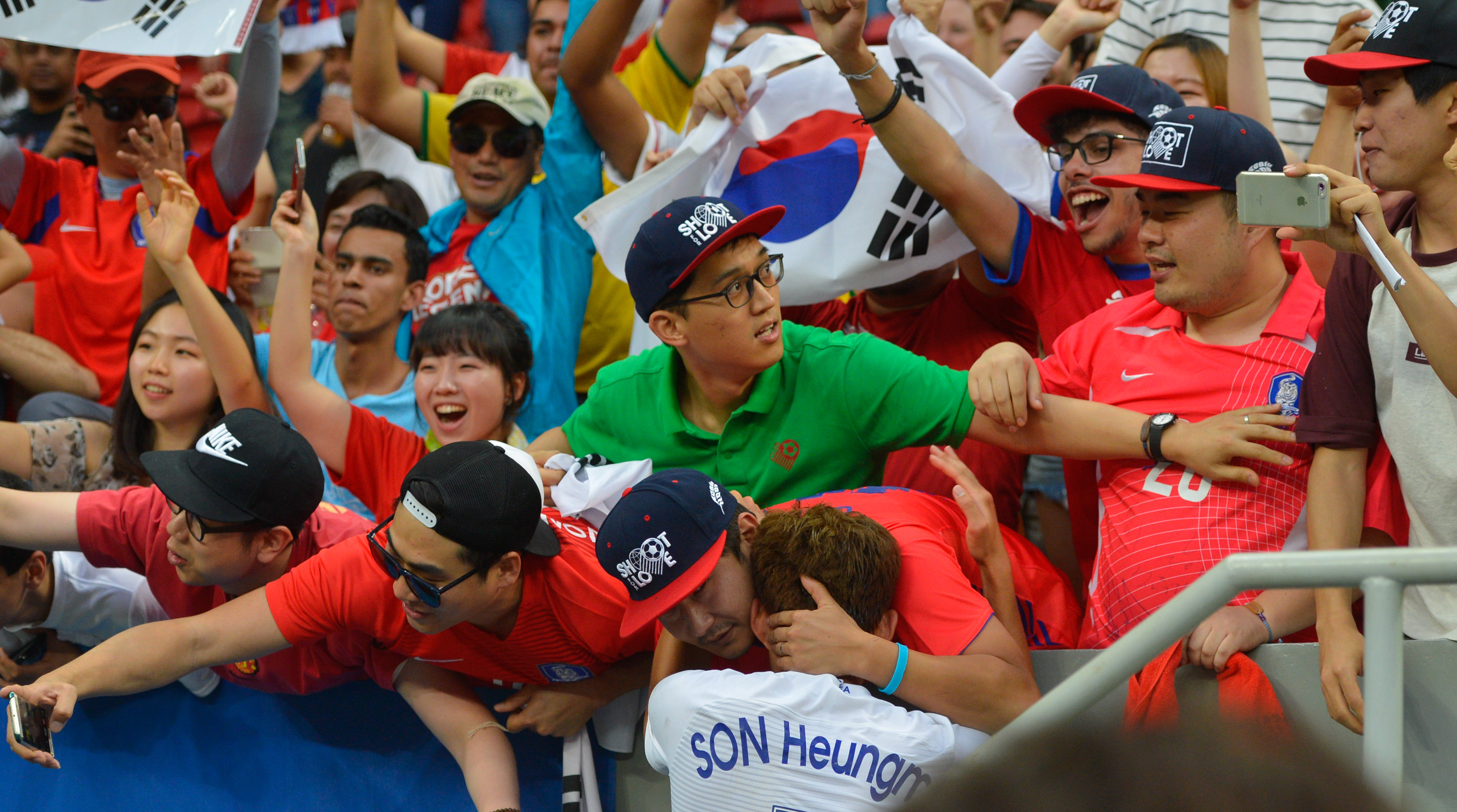
Son sendo recebido pela torcida sul-coreana nas Olimpíadas de 2016, no Estádio Mané Garrincha

Son Heung-min fez parte do elenco da Seleção Sul-Coreana nas Olimpíadas de 2016, onde a Coreia do Sul ficou em primeira no Grupo C, com 7 pontos, mas caíram nas oitavas de final para a Honduras, após uma derrota por 1–0.
Son ainda marcou dois gols na campanha da Coreia do Sul nas Olimpíadas de 2016, um contra a Alemanha, e outro contra Fiji.

#### Qualificação para Copa do Mundo de 2018 - Ásia
Entre 2015 e 2017 o jogador voltou a disputar as Eliminatórias Asiáticas para Copa do Mundo de 2018. O jogador teve muito destaque nessa competição, pois ajudou sua seleção a se classificar fazendo 7 gols e dando 3 assistências em 12 jogos.

#### Jogos Asiáticos de 2018
Em sua última oportunidade de obter a isenção do serviço militar obrigatório da Coreia do Sul, Son Heung-min precisava conquistar a medalha de ouro nos Jogos Asiáticos de 2018. Na final contra o Japão, a partida terminou empatada sem gols no tempo regulamentar. Entretanto, na prorrogação, a seleção sul-coreana marcou dois gols — ambos com assistências de Son — e venceu por 2–1. Com a conquista do título, Son foi oficialmente dispensado do serviço militar, podendo assim prosseguir com sua carreira no futebol profissional.
Em 2020 aos 27 anos, com o advento da Pandemia de COVID-19, Son aproveitou para retornar para seu país natal assim que os jogos de Premier League foram suspensos para cumprir um serviço militar reduzido. No seu país, Sonny conseguiu se sair de maneira exemplar no exército, ganhando, inclusive, um prêmio de reconhecimento por sua boa performance. O craque precisou cumprir 3 semanas no exército local e mais 500 horas de trabalho voluntário para, enfim, ficar livre de suas obrigações legais com a Coreia do Sul.

### Copa do Mundo de 2018
Pela Copa do Mundo FIFA de 2018, o jogador estreou contra a seleção Sueca de Futebol, mas passou em branco na derrota de 1-0 contra os europeus.
Na partida seguinte, entre Coreia do Sul e México, Son Heung-Min fez o primeiro gol seu e de sua seleção na Copa de 2018, apesar do gol, sua seleção perdeu a partida por 2-1. Na última rodada, contra a Alemanha, fez o segundo gol da seleção naquela partida. Nessa ocasião, a Coreia do Sul venceu a Alemanha por 2–0, fechando sua participação na copa e eliminando a atual campeã mundial.

#### Copa da Ásia de 2019

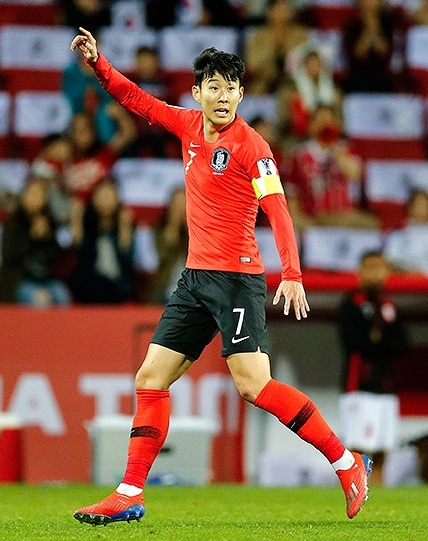
Son como capitão da seleção Sul-Coreana pela Copa da Ásia de 2019

Antes de sair do Tottenham para defender sua seleção na Copa da Ásia de 2019, o craque coreano falou sobre suas expectativas:
| “ | Eu estava cansado depois dos Jogos Asiáticos porque, no torneio, eu estava jogando a cada dois ou três dias. É muito importante para mim estar mentalmente focado na Copa da Ásia, para voltar forte. Não vou apenas para aproveitar, tenho como objetivo vencer algo e voltar com confiança. | ” |

Na competição, Son atuou pela primeira vez no último jogo da Fase de Grupos, e estreou muito bem ao fazer 2 gols contra a China, inclusive sendo o capitão da seleção. No restante da competição, no entanto, Son não marcou mais gols e viu sua seleção ser eliminada diante o Qatar por 1-0.
O jogador não estava em melhor forma física durante a competição asiática. E ele falou sobre isso em entrevista após os torcedores do Tottenham e preocuparem com ele:
| “ | Eu não estava completamente preparado. Eu prefiro não falar muito sobre isso, mas não estava me sentindo bem fisicamente. Eu estava perdendo horas de sono; deveria ter cuidado melhor da minha condição física. | ” |

#### Qualificação para Copa do Mundo de 2022 - Ásia

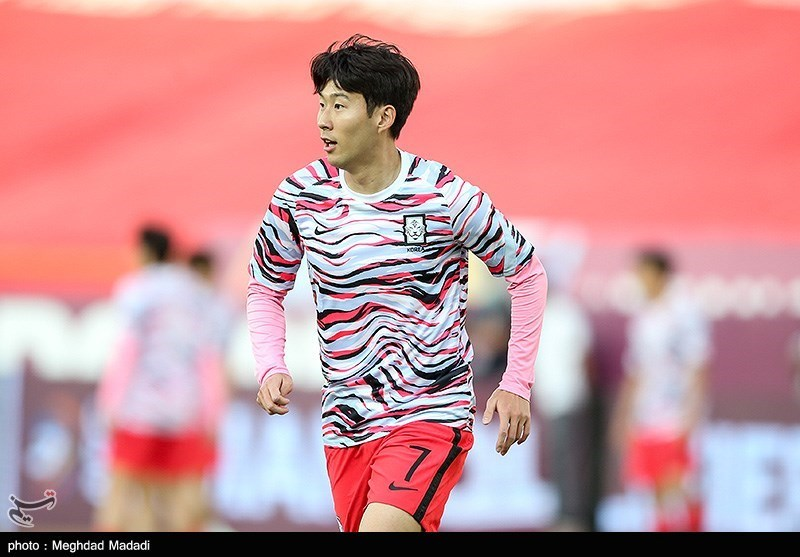
Son contra o Irã em 2021

Entre 2019 e 2022, Son voltou a atuar pelas eliminatórias, agora assumindo de vez a braçadeira de capitão de sua seleção. Nos jogos, o craque continuou sua boa fase fazendo 12 jogos, 7 gols e dando mais 1 assistência. Essa seria a terceira Copa do Mundo de Sonny pela sua seleção.

### Copa do Mundo de 2022
Ainda que tivesse sofrido uma fratura no rosto jogando Tottenham contra o Olimpique de Marselha, o craque coreano garantiu em suas redes sociais que estaria presente na Copa do Mundo:
| “ | Jogar por seu país no Mundial é o sonho de muitos garotos, como foi o meu. Não perderei isso por nada no mundo. Estou muito ansioso para representar nosso belo país. Até logo. | ” |

Estreando pelo Grupo H, Sonny não marcou gols nas duas primeiras partidas. Porém, ao jogar contra Portugal, o craque asiático fez seu primeiro, e único, gol naquela edição. A partida terminou 2-1 para os asiáticos e a esquipe conseguiu, enfim, se classificar às oitavas de final com Son no elenco.
Emocionado, Son chorou em entrevista comentando sobre a classificação:
| “ | Esperei tanto por este momento. Eu sabia que nossos jogadores poderiam fazer isso. Eles jogaram melhor do que eu esperava. Eu era o capitão, mas não joguei tão bem quanto esperava, mas fiquei grato que os outros jogadores cobriram minhas deficiências. Estou muito orgulhoso deles. Acho que os jogadores tiveram energia extra para correr mais graças ao apoio dos torcedores. Acho que foi por isso que conseguimos jogar bem. Eu gostaria de parabenizar a todos os jogadores ao invés de mim. Em primeiro lugar, foi um jogo difícil, como esperávamos. Foi uma partida muito difícil, especialmente depois de sofrer o primeiro gol. Mas os jogadores correram a mais, nunca desistindo. Todos eles se sacrificaram. Graças a isso, acho que conseguimos um bom resultado. Demos o nosso melhor em 2018 também, mas não conseguimos um resultado como este. Estou tão feliz que, desta vez, também conseguimos o resultado. Estou tão orgulhoso dos nossos jogadores. | ” |

Nas oitavas, os asiáticos enfrentaram o Brasil, mas foram eliminados após uma goleada de 4-1. Após essa partida, o jogador pediu desculpas pela eliminação.
| “ | Só posso pedir desculpas aos nossos torcedores por não corresponder às suas expectativas. Fizemos o nosso melhor, mas acho que fizemos um jogo muito difícil. Ainda assim, não há dúvidas de que todos os jogadores lutaram com orgulho, se dedicaram e trabalharam muito para chegar até aqui. Os jogadores e a equipe realmente fizeram o possível para se preparar para esta partida, então espero que vocês entendam. | ” |

### Gols em Copas do Mundo
| Gols em Copas do Mundo | Gols em Copas do Mundo | Gols em Copas do Mundo   | Gols em Copas do Mundo | Gols em Copas do Mundo | Gols em Copas do Mundo |
| N°                     | Data                   | Jogo                     | Rodada                 | Placar                 | Final                  |
| ---------------------- | ---------------------- | ------------------------ | ---------------------- | ---------------------- | ---------------------- |
| 1                      | 22 de julho de 2014    | Coreia do Sul x Argélia  | 1ª Rodada              | 1-3                    | 2-4                    |
| 2                      | 23 de junho de 2018    | Coreia do Sul x México   | 2ª Rodada              | 1-2                    | 1-2                    |
| 3                      | 27 de junho de 2018    | Coreia do Sul x Alemanha | 3ª Rodada              | 2-0                    | 2-0                    |

## Vida pessoal
Son Heung-min nasceu em 8 de julho de 1992, em Hupyeong-dong, Chuncheon-si, Gangwon-do como o segundo filho do pai Son Woong-jeong e da mãe Gil Eun-ja, e cresceu na cidade.
Seu pai não foi capaz de se concentrar em seus estudos devido ao ambiente familiar pobre a ponto de ter que fazer trabalhos manuais, mas dizem que ele era geneticamente talentoso no futebol devido à influência de seu pai que era jogador de futebol. Ele gastava mais de 10 horas todos os dias e se dedicava aos treinos de futebol.
Depois de Son se formar na Chuncheon Buan Elementary School, e depois de entrar na Chuncheon Hupyeong Middle School, ele se transferiu para o time de futebol do FC Seoul enquanto estudava no ensino médio em seu segundo ano e se formou.
Em 2019, ao ser perguntado sobre casamento, o sul-coreano explicou o motivo de ainda não estar casado:
| “ | Meu pai sempre me disse isso (para se casar só depois de aposentar do futebol) e eu concordo plenamente. Quando você se casa, as prioridades da vida passam a ser família, esposa e filhos, e só depois o futebol. Eu quero ter certeza que, enquanto eu estiver jogando em alto nível, o futebol possa ser a preocupação número um na minha vida. Você nunca sabe quanto tempo conseguirá jogar em alto nível. E depois, quando você se aposentar aos 33, 34 anos, ainda é possível ter uma vida longa ao lado da família. | ” |

### Serviço militar
No dia 20 de abril de 2020, Son iniciou o serviço militar obrigatório no Corpo de Fuzileiros Navais da Coreia do Sul, aproveitando a parada do futebol devido à pandemia do Covid-19. Terminado no mês seguinte e retornando ao seu clube.

## Títulos
Tottenham Hotspur
- Liga Europa da UEFA: 2024–25

Seleção Sul-Coreana
- Jogos Asiáticos: 2018

### Campanhas de destaque
Tottenham Hotspur
- Premier League de 2016–17 (vice-campeão)
- Liga dos Campeões da UEFA de 2018–19: Vice-campeão
- Copa da Liga Inglesa de 2020–21: Vice-campeão
- Liga Europa da UEFA de 2024–25: Campeão

Seleção Sul-Coreana
- Copa da Ásia de 2015: Vice-campeão

### Prêmios individuais

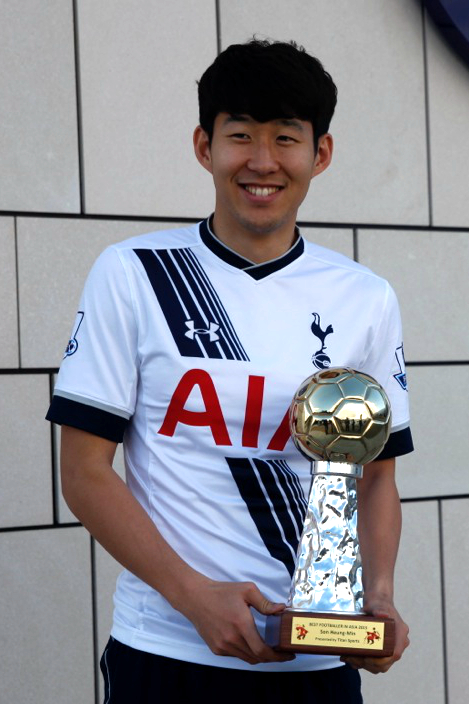
Son com o prêmio de Melhor Jogador Asiático

- Melhor Jogador da Partida Copa do Mundo FIFA de 2014: Rússia 1-1 Coreia do Sul
- Premier League Melhor jogador do mês: Setembro de 2016,  Abril de 2017, Outubro de 2020, Setembro de 2023[206]
- Premier League Gol do mês: Novembro de 2018, Dezembro de 2019[206]
- Premier League Gol da temporada: 2019/20[206]
- Melhor jogador de um clube de Londres: 2018/19
- Melhor jogador da Seleção Sul-Coreana: 2013, 2014, 2017, 2019, 2020
- Melhor Futebolista da Ásia: 2014, 2015, 2017, 2018, 2019, 2020, 2021, 2022, 2023[207]
- Jogador Asiático Internacional do Ano: 2015, 2017, 2019, 2023
- Prémio FIFA Puskás: 2020
- Time do ano da Premier League pela PFA: 2020–21[208]
- Chuteira de Ouro da Premier League: 2021–22[206]

### Artilharias
- Copa da Inglaterra de 2016–17 (6 gols)
- Premier League de 2021–22 (23 gols)[132]